# مينيابوليس
منيابولس (بالإنجليزية: Minneapolis) هي مدينة تقع في ولاية مينيسوتا في الولايات المتحدة ومقر مقاطعة هينيبين. قُدر عدد سكانها في عام 2019 بـ429,606 نسمة، وتحتل المرتبة 46 ضمن المدن الأكثر سكانًا في الولايات المتحدة. تُعرف سبع مقاطعات تشمل منيابولس وجارتها سانت بول بالمدن التوأم. في عام 2019، شكلت هذه المقاطعات بالإضافة إلى 16 مقاطعة أخرى منطقة منيابولس سانت بول بلومنتن الكبرى التي يبلغ عدد سكانها 3.6 مليون نسمة، وتشكل مع 22 مقاطعة أخرى منطقة إحصائية مشتركة يبلغ عدد سكانها أربعة ملايين نسمة.
تقع منيابولس على ضفتي نهر المسيسيبي، شمال التقاء النهر بنهر مينيسوتا مباشرة، وتجاور سانت بول عاصمة الولاية. تمتلك المدينة واحد من أفضل أنظمة المتنزهات في البلاد، وتتوافر المياه فيها بكثرة، إذ تحتوي على 13 بحيرة ومناطق رطبة ونهر المسيسيبي وجداول وشلالات مائية، ويرتبط الكثير منها ضمن سلسلة متنزهات غراند راوندز الوطنية ذات المناظر الطبيعية الخلابة. تحتوي المدينة والمنطقة المحيطة بها على أكبر عدد من السكان وهي مركز الأعمال الرئيسي بين شيكاغو وسياتل. تاريخيًا، كانت منيابولس سوقًا للأخشاب، وأصبحت عاصمة طحن الدقيق في العالم، وحافظت على نفوذها المالي حتى يومنا هذا.
ترسيخًا للموسيقى القوية والفنون المسرحية، تحتضن منيابولس مسرح غوثري ونادي فيرست أفنيو الليلي. تجسيدًا لمكانة المنطقة باعتبارها مركزًا للموسيقى الشعبية وموسيقى الروك والفانك والبديلة، كانت المدينة منطلقًا للعديد من الموسيقيين الأكثر تأثيرًا في القرن العشرين، بما في ذلك بوب ديلن وبرنس. برز العديد من فناني الهيب هوب والراب مثل ليزو وبروذر علي وأتموسفير وديسا.

## تاريخيًا

### سكان داكوتا الأصليين وتأسيس المدينة
كانت قبيلة داكوتا المقيم الوحيد في المنطقة قبل الاستعمار الأوروبي للأمريكيتين. تُعرف المدينة باسم بديوتا أوثنيو في لغة داكوتا والذي يعني مدينة البحيرات الكثيرة.
وصل المستكشفون الفرنسيون إلى المنطقة في عام 1680. توافد المزيد من المستوطنين الأوروبيين الأمريكيين شيئًا فشيئًا، وتنافسوا ضد الأمريكيين الأصليين على الغنائم والموارد الأخرى. بموجب معاهدة باريس في أعقاب الثورة الأمريكية، أصبحت الأراضي البريطانية شرق نهر المسيسيبي جزءًا من الولايات المتحدة. في مطلع القرن التاسع عشر، استحوذت الولايات المتحدة على الأراضي الواقعة إلى غرب النهر من فرنسا بموجب صفقة لويزيانا. بنى الجيش الأمريكي حصن سنيلنغ في عام 1819 في الطرف الجنوبي من منيابولس الحالية، لتوجيه نشاطات التجارة الهندية بعيدًا عن التجار البريطانيين الكنديين، ومنع قبيلتي داكوتا وأوجيبوا في الشمال من قتال بعضها البعض. اجتذب الحصن التجار والمستوطنين، ما ساهم في تحفيز نمو المنطقة. فرض عملاء وكالة سانت بيترز الهندية التي بُنيت في الحصن سياسة الولايات المتحدة المتمثلة في ضم الأمريكيين الأصليين إلى المجتمع الأوروبي الأمريكي، وطالبوهم بالتخلي عن الصيد للحصول على الرزق وتعلم الحرث لممارسة الزراعة. ضغطت الحكومة الأمريكية على داكوتا لبيع أراضيهم المتنازل عنها في سلسلة من المعاهدات. نقضت الولايات المتحدة المعاهدات أثناء الحرب الأهلية، ما أسفر عن تفشي الجوع واندلاع الحرب وعمليات الاعتقال في قبيلة داكوتا ونفيها من مينيسوتا.
بالاحتيال على زعيم الحصن، زعم فرانكلين ستيل أحقيته بالضفة الشرقية من شلالات سانت أنتوني، وبنى جون ستيفنز منزله على الضفة الغربية. كان لدى السكان أفكار مختلفة حول اسم مجتمعهم. في عام 1852، اقترح أول مدير مدرسة في المدينة، تشارلز هوغ، تسمية المنطقة منيابولس، وهو اسم يجمع بين كلمة منيا (التي تعني الشلال في لغة داكوتا) وكلمة بولس (التي تعني مدينة باليونانية)، وأصبح اسمها منيابولس أي «مدينة الشلالات». أقرت الهيئة التشريعية الإقليمية في مينيسوتا بمنيابولس بلدة في عام 1856، على الضفة الغربية في ولاية ميسيسيبي. في عام 1867، أُدرجت منيابولس مدينة وانضمت لاحقًا إلى مدينة سانت أنتوني شرق الضفة في عام 1872.

تحميل الطحين، بيلسبيري، عام 1939

### الطاقة المائية، طحن الدقيق ونشر الخشب
تمحورت منيابولس حول مصدر الطاقة في شلالات سانت أنتوني، أعلى شلال على نهر المسيسيبي. ساهم وجود الغابات في شمال مينيسوتا في تحفيز صناعة الأخشاب، وجرى تشغيل 17 منشرة على الطاقة المستمدة من الشلال. بحلول عام 1871، احتوت ضفة النهر الغربية على 23 مشروعًا تجاريًا، بما في ذلك مطاحن الدقيق ومصانع المنسوجات وأشغال الحديد وورش سكك الحديد الميكانيكية ومصانع القطن والورق والصلصال والخشب. نظرًا للمخاطر المهنية المحيطة بعملية الطحن، تنافست ست جهات على تصنيع الأطراف الاصطناعية بحلول تسعينيات القرن التاسع عشر. زرع مزارعو السهول الكبرى الحبوب المنقولة عبر السكك الحديدية إلى مطاحن الطحين الأربعة والثلاثين في المدينة. استخدمت المطاحن الطاقة المائية منذ القرن الأول قبل الميلاد، ووُصفت النتائج في منيابولس بين عامي 1880 و1930 بأنها «أعظم مركز يعمل بالطاقة المائية على الإطلاق». على مدى نصف القرن الحالي، تفوقت منيابولس في طحن الدقيق على الصعيد العالمي.
أحدث كادوالادر كولدن واشبورن، رائد الطحن الحديث في أمريكا ومؤسس ما أصبح شركة جنرال ميلز، ثورة في أعماله بتقليل الاعتماد على الطاحونة الحجرية تدريجيًا واستبدالها بالمطاحن الدوارة المصنوعة من الفولاذ والخزف القادرة على إنتاج الدقيق الأبيض النقي ذو الجودة العالية بسرعة كبيرة. طور ويليام ديكسون غراي بعض الأفكار المتعلقة بالطحن ويزعم البعض أن ويليام دي لا بري حصل عليها عن طريق التجسس الصناعي على المجر. كانت شركة بيلسبيري التي أنشأها تشارلز ألفريد بيلسبيري عبر النهر متخلفة بخطوة عن الآخرين، إذ استأجرت موظفي واشبورن لتوظيف الطرق الجديدة على الفور. أصبح قمح الربيع الأحمر الصلب الذي ينمو في مينيسوتا ذو قيمة (ارتفع الربح في عام 1871 من 0.50 دولار إلى 4.50 دولار للبرميل في عام 1874)، وكانت «براءة اختراع» الدقيق في مينيسوتا معترفًا بها في ذلك الوقت باعتباره الأفضل في العالم. لم يكتشف المستهلكون قيمة النخالة التي «اعتادت مصانع دقيق منيابولس إلقاءها» في الميسيسيبي إلا في وقت لاحق.
بإمكان طاحونة واحدة في واشبورن كروسبي أن تصنع الدقيق لاثني عشر مليون رغيف خبز يوميًا، وبحلول عام 1900، كانت نسبة 14% من الحبوب الأمريكية تُطحن في منيابولس. بلغت الصادرات ذروتها في عام 1900، حيث شُحن نحو ثلث إجمالي الدقيق المطحون في منيابولس إلى الخارج.

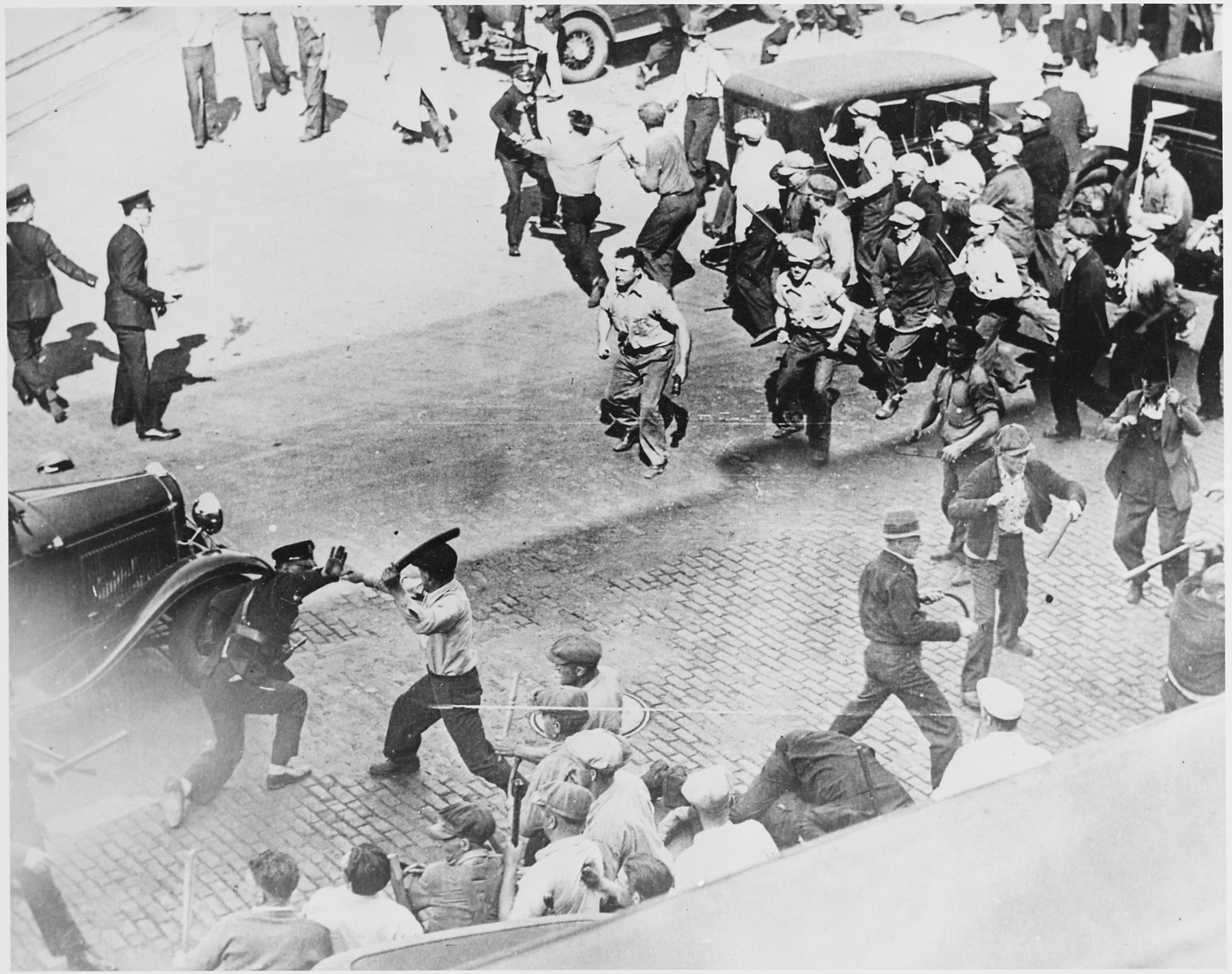
عراك بين النقابات المتظاهرة والشرطة أثناء الإضراب العام في منيابولس عام 1934

### التوترات الاجتماعية

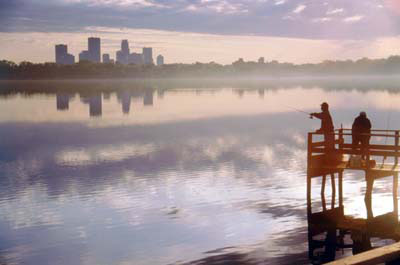
مشهد وسط مدينة منيابولس عبر بحيرة بدي ماكا سكا

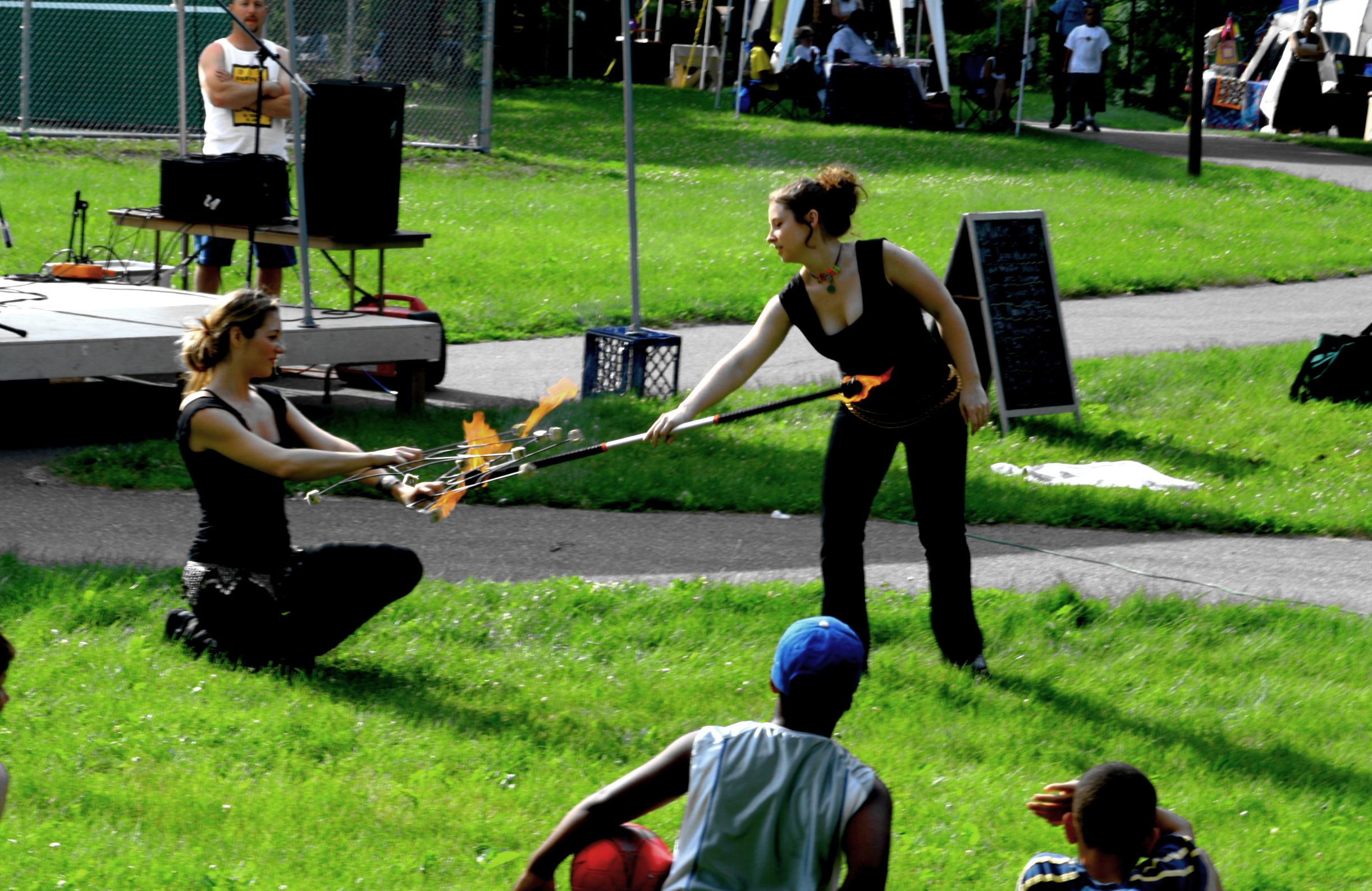
حفلة الربيع الفنية في منتزه العموم الشمالي، ويلارد هاي، أحد أحياء منيابولس الـ83

أجرت المدينة تغييرات للحد من التمييز منذ عام 1886 عندما أنشأت مارثا ريبلي مستشفى الولادة للأمهات المتزوجات وغير المتزوجات على حد سواء. عُرف العمدة دوك أميس في البداية باسم الطبيب اللطيف، إلا أنه عين شقيقه رئيسًا للشرطة وقاد المدينة نحو الفساد وحاول مغادرة المدينة في عام 1902. نشر لينكولن ستيفينز قصة أميس في كتاب «عار منيابولس» الصادر عام 1903. انخرط رجل العصابات كيد كان في أعمال الرشوة والتخويف من عشرينات القرن العشرين وحتى أربعينياته.
كان للتعصب وجود في العديد من المحافل خلال أوائل القرن العشرين. في عام 1910، كتب أحد مطوري منيابولس عهود تقييدية على أساس العرق في سنداته. نسخ مطورون آخرون هذه العهود، مانعين بذلك الأمريكيين الآسيويين والأفارقة من امتلاك أملاك معينة أو تأجيرها. على الرغم من أن هذا الفعل كان محظورًا بموجب قانون الولايات في عام 1953 والقانون الفيدرالي للإسكان العادل لعام 1968، بقي العمل بالعهود التقييدية ضد الأقليات قائمًا في العديد من سندات منيابولس حتى عام 2021، عندما منحت المدينة السكان وسيلة لإزالتها مؤخرًا. نجحت منظمة كو كلوكس كلان في دخول الحياة الأسرية، ومثلت قوة فعلية في المدينة منذ عام 1921 وحتى عام 1923. بعد أن أجازت مينيسوتا قانون تحديد النسل في عام 1925، ساهم أصحاب مستشفى إيتل بتعقيم نحو ألف شخص في مستشفى فيربولت الحكومي.
منذ نهاية الحرب العالمية الأولى وحتى عام 1950، كانت منيابولس أحد مواقع حركة معاداة السامية. عقدت مجموعة كراهية تُدعى الفيلق الفضي الأمريكي اجتماعات في المدينة في الفترة من 1936 إلى 1938. ردًا على التعصب ضد الأطباء اليهود، افتُتح مستشفى ماونت سيناي في عام 1948 وهو أول مستشفى للمجتمع المحلي يقبل توظيف أفراد الأقليات العرقية والدينية ضمن طاقمه.
عندما دخلت ثروات البلد في حالة أزمة أثناء الكساد الكبير، أسفر إضراب النقابات العنيف لعام 1934 عن سن قوانين تعترف بحقوق العمال. ساعد العمدة هوبيرت همفري، وهو ناشط في مجال الحقوق المدنية ومؤيد للاتحاد، المدينة في إنشاء ممارسات عمل عادلة ومجلس للعلاقات الإنسانية تحدث نيابة عن الأقليات بحلول عام 1946. في خمسينيات القرن العشرين، بلغت نسبة السكان غير البيض أقل من 2%. في الفترة بين عامي 1966 و1967، خلال سنوات من الاضطرابات في جميع أنحاء الولايات المتحدة، اندلع غضب مكبوت لدى السكان السود في اثنين من الاضطرابات في شارع بليموث. تمكن أحد الائتلافات من التوصل إلى نتائج سلمية ولكنه فشل في نهاية المطاف في حل مشكلة الفقر والبطالة التي يعاني منها السود، وأصبح أحد مرشحي القانون والنظام، تشارلز ستينفيغ، عمدة. انتشر النزاع ضد سيادة البيض في منيابولس، وانخرطت المدينة في أعمال إزالة التفرقة وحركة الحقوق المدنية، وأصبحت في عام 1968 موطن حركة الهنود الأمريكيين.
بين عامي 1958 و1963، في إطار خطة التجديد الحضري الأكثر ضخامة في أمريكا على الإطلاق، هدمت المدينة نحو 40% من وسط المدينة، ما أدى إلى تدمير مقاطعة غيتواي ومعالمها المعمارية البارزة، بما في ذلك مبنى العاصمة. فشلت الجهود المبذولة لإنقاذ المبنى ولكنها أثارت الاهتمام بصون التراث.

في 25 مايو 2020، انتشر مقطع فيديو مقتل جورج فلويد، رجل أمريكي من أصل أفريقي، على يد ضابط شرطة منيابولس الأبيض، ديريك تشوفين الذي جثا على رقبة فلويد لعدة دقائق وهو يكافح للتنفس وتوفي لاحقًا جراء ذلك. أثار الحادث اضطرابات وطنية وأعمال شغب واحتجاجات جماهيرية. ألحقت الاحتجاجات المحلية وأعمال الشغب أضرارًا كبيرة بالممتلكات في منيابولس، بما في ذلك مركز شرطة اجتاحه المتظاهرون وأضرموا فيه النار. شهدت المدينتان التوأمان اضطرابات طويلة الأمد في عامي 2020 و2021 بسبب الظلم العنصري.

## جغرافيًا
يرتبط تاريخ منيابولس ونموها الاقتصادي بالمياه، والتي تُعتبر ميزة المدينة المادية. ساهمت الفترات الطويلة من التجلد والذوبان الجليدي بنحت العديد من ضفاف النهر عبر ما يُعرف حاليًا بمنيابولس. أثناء العصر الجليدي الأخير قبل نحو عشرة آلاف سنة، ذاب الجليد المدفون في هذه القنوات النهرية القديمة، مسفرًا عن تكوّن أحواض تملؤها المياه وأصبحت تُعرف ببحيرات منيابولس. كوّن نهر وارن الجليدي، الذي تغذيه المياه الذائبة في بحيرة أجاسيز، شلالًا ضخمًا وسط ما أصبح حاليًا مدينة سانت بول وتآكل في أعالي النهر عند منطقة تلاقي نهر المسيسيبي، مخلفًا هبوطًا ب مقدار75 قدم (23 متر) في منطقة المسيسيبي. أما الشلال الجديد، الذي أُطلق عليه لاحقًا اسم شلالات سانت أنتوني، تآكل في منطقة المسيسيبي على بعد نحو ثمانية أميال (13 كم) إلى موقعه الحالي، فنحت وادي نهر المسيسيبي أثناء تحركه إلى أعلى مجرى النهر. نشأت شلالات مينيهاها خلال هذه الفترة عن طريق عمليات مماثلة.
تقع منيابولس على طبقة من المياه الجوفية الارتوازية والتضاريس المسطحة، وتبلغ مساحتها الإجمالية 59 ميلًا مربعًا (152.8 كم2) وتشكل المسطحات المائية نسبة 6% من هذه المساحة. تدير إمدادات المياه أربع مقاطعات مستجمعات مائية تقابل الميسيسيبي وتيارات المدينة المائية الثلاث. تحتوي منيابولس على 13 بحيرة وثلاث برك كبيرة وخمس مناطق رطبة غير مسماة.
ورد في تقرير صادر عن دائرة الحفاظ على التربة في الولايات المتحدة في عام 1959 أن ارتفاع منيابولس يبلغ 830 قدمًا (250 م). يبلغ مقدار أدنى ارتفاع في المدينة 687 قدم (209 متر) فوق مستوى سطح البحر ويقع بالقرب من مكان التقاء جدول مينيهاها بنهر المسيسيبي. تختلف المصادر حول موقع أعلى نقطة في المدينة وارتفاعها الدقيق، يُذكر أنها تقع في مكان ما بين 965 و985 قدم (294-300 متر) فوق مستوى سطح البحر.

### الأحياء
تنقسم منيابولس إلى 11 مجتمعًا محليًا، يحتوي كل منها على عدة أحياء، ويبلغ عددها مجتمعة 83 حيًا. في بعض الحالات، تدير جهة واحدة أكثر من حي في الوقت ذاته. تُعرف بعض المناطق بألقاب رابطات تجارية.
في عام 2018، صوت مجلس مدينة منيابولس لإنهاء تقسيم المناطق وفقًا لنظام المنازل الأسرية المنفصلة. أثناء ذلك الوقت، خُصصت 70% من الأراضي السكنية للمنازل الأسرية المنفصلة، إلا أن العديد من هذه المناطق احتوت على مبان «غير مطابقة للمواصفات» ذات وحدات سكنية متعددة. سعى حكام المدن إلى زيادة إمدادات المساكن لجعل المزيد من الأحياء ميسورة التكلفة، والحد من الآثار التي أحدثها تقسيم المنازل الأسرية المنفصلة على التفاوت والتمييز العنصري. وصفت مؤسسة بروكينغز ذلك بأنه «مثال نادر على نجاح أجندة حركة نعم، في باحة منزلي الخلفية».

### المناخ
تشهد منيابولس مناخًا رطبًا قاريًا ذو صيف حار (وفق تصنيف كوبن للمناخ)، وهو مناخ اعتيادي في الأجزاء الجنوبية من أعلى الغرب الأوسط، ويقع في منطقة الصلابة النباتية بـ 4 التابعة لوزارة الزراعة الأمريكية، مع وجود مناطق محصورة من منيابولس مصنفة بالمنطقة 5أ. تشهد منيابولس فصول شتاء باردة وثلجية وصيف حار ورطب. كما هو معتاد في المناخ القاري، فإن الفارق بين متوسط درجات الحرارة في أبرد شهر شتاء وأدفأ شهر صيف كبير ويبلغ 60.1 درجة فهرنهايت (33.4 درجة مئوية).
وفقًا للإدارة الوطنية للمحيطات والغلاف الجوي، يبلغ المتوسط السنوي لفترة شروق الشمس 58%.
تشهد منيابولس العديد من أنواع الهطول والظواهر الجوية المتصلة بها، بما في ذلك الثلج والمطر المتجمد والجليد والأمطار والعواصف الرعدية والضباب. بلغت أعلى درجة حرارة مسجلة 108 درجة فهرنهايت (42 درجة مئوية) في يوليو 1936، بينما بلغت أدنى درجة حرارة مسجلة 41 درجة فهرنهايت (41 درجة مئوية) في يناير 1888. تساقطت أكبر كمية ثلوج الإطلاق في شتاء 1983-1984، إذ تساقط 98.6 بوصة (250 سم) من الثلوج،  وشهد شتاء 1890-1891 أقل كمية ثلوج، إذ تساقط 11.1 بوصة (28 سم) فقط.
| البيانات المناخية لـ{{{location}}} | البيانات المناخية لـ{{{location}}} | البيانات المناخية لـ{{{location}}} | البيانات المناخية لـ{{{location}}} | البيانات المناخية لـ{{{location}}} | البيانات المناخية لـ{{{location}}} | البيانات المناخية لـ{{{location}}} | البيانات المناخية لـ{{{location}}} | البيانات المناخية لـ{{{location}}} | البيانات المناخية لـ{{{location}}} | البيانات المناخية لـ{{{location}}} | البيانات المناخية لـ{{{location}}} | البيانات المناخية لـ{{{location}}} | البيانات المناخية لـ{{{location}}} |
| الشهر                              | يناير                              | فبراير                             | مارس                               | أبريل                              | مايو                               | يونيو                              | يوليو                              | أغسطس                              | سبتمبر                             | أكتوبر                             | نوفمبر                             | ديسمبر                             | المعدل السنوي                      |
| ---------------------------------- | ---------------------------------- | ---------------------------------- | ---------------------------------- | ---------------------------------- | ---------------------------------- | ---------------------------------- | ---------------------------------- | ---------------------------------- | ---------------------------------- | ---------------------------------- | ---------------------------------- | ---------------------------------- | ---------------------------------- |
| [بحاجة لمصدر]                      |                                    |                                    |                                    |                                    |                                    |                                    |                                    |                                    |                                    |                                    |                                    |                                    |                                    |

## التراكيب السكانية
كانت قبائل داكوتا، ولا سيما قبيلة إمديواكانتون، مستوطنًا دائمًا بالقرب من موقع شلالات سانت أنتوني المقدس. وصل المستوطنون الجدد خلال خمسينيات القرن التاسع عشر وستينياته من نيو إنجلاند ونيويورك وبوهيميا وكندا، وخلال منتصف ستينيات القرن التاسع عشر، بدأ المهاجرون من فنلندا والسويد والنرويج والدنمارك اعتبار منيابولس موطنًا لهم. توزع العمال المهاجرون من المكسيك وأمريكا اللاتينية في المنطقة. أتى مهاجرون آخرون من ألمانيا وبولندا وإيطاليا واليونان. استقر مهاجرو أوروبا الوسطى في حي الشمال الشرقي، والذي ما يزال معروفًا بالتراث الثقافي التشيكي والبولندي. وصل اليهود من أوروبا الوسطى والشرقية وروسيا في ثمانينيات القرن التاسع عشر واستقروا بداية في الجانب الشمالي قبل الانتقال إلى الضواحي الغربية في خمسينات القرن التاسع عشر وستينياته.
جاءت جماعتان لفترة قصيرة أثناء عمليات انتقال الحكومة الأميركية: اليابانيون أثناء أربعينيات القرن العشرين، والأميركيون الأصليون أثناء خمسينيات القرن العشرين. في عام 2013، كان الآسيويون أسرع سكان الولاية تزايدًا. قدم الصينيون واليابانيون والفلبينيون في سبعينيات القرن العشرين، بينما قدمت شعوب همونغ ولاوس وكمبوديا وفييتنام في السبعينيات والثمانينيات، وجاء أشخاص من التبت وبورما وتايلند في تسعينيات القرن العشرين ومطلع القرن الواحد والعشرين. تضاعف عدد الأشخاص القادمين من الهند بحلول عام 2010. عقب تراجع اقتصاد نطاق الصدأ خلال أوائل ثمانينيات القرن العشرين، تضاعف عدد سكان مينيسوتا السود ثلاث مرات تقريبًا خلال أقل من عقدين، معظمهم قدموا من مدن أخرى مثل شيكاغو وغاري، إنديانا. كانت منيابولس (والمدن التوأم الكبرى) وجهة المهاجرين السود بفضل وفرة وظائفها ومدارسها الجيدة وأحيائها الآمنة نسبيًا. وابتداء من تسعينيات القرن العشرين، وصل عدد كبير من السكان اللاتينيين، إلى جانب مهاجرين من القرن الأفريقي، ولا سيما الصومال إلى المنطقة، إلا أن هجرة 1,400 صومالي في عام 2016 تباطأت إلى 48 في عام 2018 خلال عهد الرئيس ترامب. في عام 2015، وصفت مؤسسة بروكينغز منيابولس بأنها بوابة متجددة للمهاجرين، إذ بلغت نسبة السكان المولودين خارج المدينة نحو 10%. اعتبارًا من عام 2019، شكل الأميركيون الأفارقة نحو خُمس سكان المدينة.
يقدر مكتب تعداد الولايات المتحدة عدد سكان منيابولس بـ429,606 نسمة اعتبارًا من عام 2019، أي بزيادة 12.3% منذ تعداد عام 2010. تزايد عدد السكان حتى عام 1950، حيث بلغ التعداد ذروته بمقدار 521,718 نسمة، ثم انخفض نحو عام 1990 مع انتقال السكان إلى الضواحي.
منذ عام 2015، بلغت نسبة سكان منيابولس الذين ينتمون لمجتمع الميم 4%، أي ما يقارب المتوسط الوطني. تماشيًا مع غيرها من المدن، منحت حملة حقوق الإنسان منيابولس أعلى درجة ممكنة في عام 2019.
وجد تقرير صادر في عام 2015 أن الأقليات العرقية والإثنية في المدينة متخلفة عن نظرائهم البيض في التعليم، إذ بلغت نسبة السود واللاتينيين الحاملين شهادة البكالوريوس 15% و13% على التوالي مقارنة بـ42 % للسكان البيض. في حين أن مستوى المعيشة يرتفع مع ارتفاع الدخل ضمن أعلى المعدلات في وسط غرب الولايات المتحدة، كان متوسط دخل الأسرة المعيشية للأقليات في عام 2015 أقل من دخل البيض بمقدار يتجاوز 17,000 دولار، وكانت الفجوة في معدل الفقر بين السود والبيض هي الأعلى على مستوى الولايات المتحدة. وجدت دراسة أُجريت في عام 2020 تغيرًا ضئيلًا في عدم المساواة العرقية الاقتصادية، إذ تحتل مينيسوتا مرتبة أعلى فقط من ولاية ويسكونسن المجاورة وتتساوى مع ولايات آيوا ولويزيانا ونيومكسيكو.
| التكوين العرقي                    | 2019  | 2010  | 1990      | 1970      | 1950      |
| البيض                             | %63.8 | %63.8 | %78.4     | %93.6     | %98.4     |
| غير الإسبان                       | %59.8 | %60.3 | %77.5     | %92.8     | غير موجود |
| السود أو الأمريكيون الأفارقة      | %19.4 | %18.6 | %13.0     | %4.4      | %1.3      |
| الإسبان او اللاتينيون (من أي عرق) | %9.6  | %10.5 | %2.1      | %0.9      | غير موجود |
| الآسيويون                         | %6.1  | %5.6  | %4.3      | %0.4      | %0.2      |
| عرق آخر                           | %4.7  | %5.6  | غير موجود | غير موجود | غير موجود |
| مجموعتان عرقيتان أو أكثر          | %4.6  | %4.4  | غير موجود | غير موجود | غير موجود |

| التاريخ السكاني                    |            |         |
| العام                              | عدد السكان | %±      |
| 1860                               | 5,809      | —       |
| 1870                               | 13,066     | %124.9  |
| 1880                               | 46,887     | %258.8  |
| 1890                               | 164,738    | %251.40 |
| 1900                               | 202,718    | %23.10  |
| 1910                               | 301,408    | %48.70  |
| 1920                               | 380,582    | %26.30  |
| 1930                               | 464,356    | %22.00  |
| 1940                               | 492,370    | %6.00   |
| 1950                               | 521,718    | %6.00   |
| 1960                               | 482,872    | %7.4-   |
| 1970                               | 434,400    | %10.0-  |
| 1980                               | 370,951    | %14.6-  |
| 1990                               | 368,383    | %0.7-   |
| 2000                               | 382,618    | %3.90   |
| 2010                               | 382,578    | %0.00   |
| (تقديرًا)2019                       | 429,606    | %12.30  |
| تعداد سكان الولايات المتحدة العشري |            |         |

### النزاعات العرقية
كتب المعلقون والمراقبون حول العنصرية التاريخية في المدينة والتفاوتات الاجتماعية والاقتصادية. أوضحت كريستن ديليغراد من مشروع تحديد مناطق التمييز أن الفوارق نشأت في يومنا هذا نتيجة تأكيد البيض سيطرتهم على أراضي المدينة. ذكر ويليام غرين من آوغسبورغ أن الأعراق في منيابولس تعيش في أكوان متوازية.

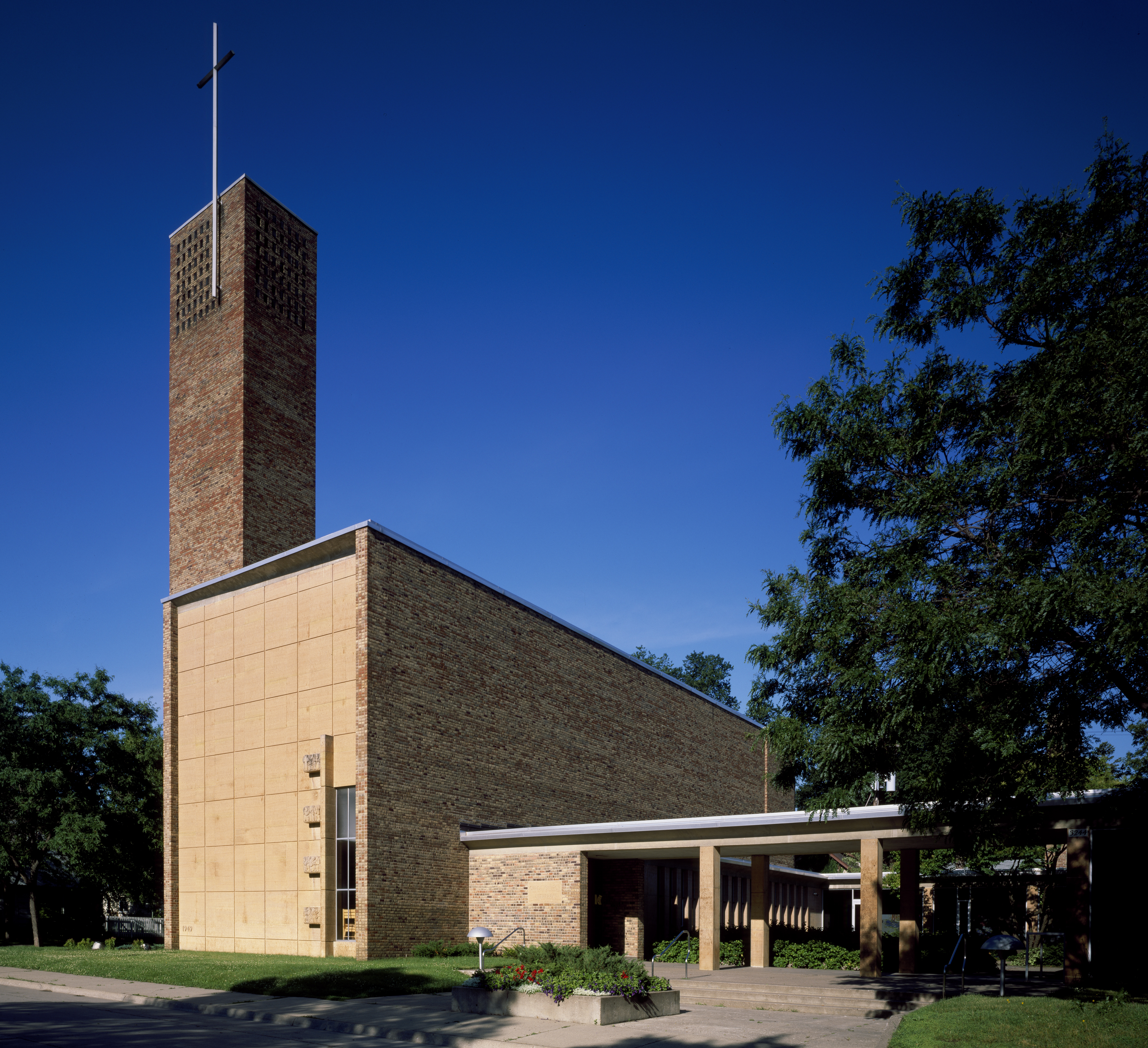
تُعتبر كنيسة المسيح اللوثرية التي صممها إلييل وايرو سآرينن معلمًا تاريخيًا وطنيًا.

### الديانة
| الديانة       | النسبة |
| البروتستانتية | 46%    |
| اللادينية     | 23%    |
| الكاثوليكية   | 21%    |
| أخرى          | 5%     |
| المورمون      | 1%     |

آمن شعب داكوتا، السكان الأصليون للمنطقة التي توجد فيها منيابولس الآن، بالروح العظيمة ودُهشوا بأن بعض المستوطنين الأوروبيين غير متدينين. أنُشئت أكثر من 50 طائفة وديانة ذات أغلبية مسيحية. كان أغلب القادمين من نيو إنجلاند ينتمون للبروتستانية وجمعية الأصدقاء الدينية والكونية. بنى الكونيون أقدم كنيسة مُستخدمة باستمرار، كنيسة سيدة لورديس الكاثوليكية، في عام 1856، واستحوذت عليها جماعة كاثوليكية فرنسية بعدها بفترة وجيزة. شُكل أول تجمع يهودي في عام 1878 تحت اسم شاراي توف، وبنى معبد إسرائيل في عام 1928. تأسست كاتدرائية سانت ماري الأرثوذكسية في عام 1887، وافتُتحت مدرسة تبشيرية، وأُنشئت أول مدرسة أرثوذكسية روسية في الولايات المتحدة. صمم إدوين هاولي هيويت كاتدرائية سانت مارك الأسقفية وكنيسة هينيبين فينو الميثودية المتحدة جنوب وسط المدينة. أطلق البابا بيوس الحادي عشر على بازيليكا سانت ماري اسمها في عام 1926، وهي أول بازيليكا في الولايات المتحدة، وكاتدرائية مشتركة بين أسقفية سانت بول ومنيابولس الكاثوليكية.
اتخذت جمعية بيلي غراهام التبشيرية من منيابولس مقرًا لها من أواخر أربعينيات القرن العشرين وحتى مطلع القرن الواحد والعشرين. التقى جيم باكر وتامي فاي أثناء حضورهما جامعة بينتيكوستال نورث سنترال وأطلقا برنامج وعظ تلفازي وصل بحلول ثمانينيات القرن العشرين إلى 13.5 مليون أسرة. اعتبارًا من عام 2012، أصبحت كنيسة ماونت أوليفيت اللوثرية في جنوب غرب منيابولس ثاني أكبر تجمع لوثري في البلاد، بحضور بلغ نحو 6,000 شخص. تُعتبر كنيسة المسيح اللوثرية في حي لونغفيلو معلمًا تاريخيًا وطنيًا، والتي صممها إلييل سآرينن بالإضافة إلى مبنى تعليمي صممه ابنه ايرو سآرينن.
خلال خمسينيات القرن العشرين، أنشأ أعضاء حركة أمة الإسلام معبدًا في شمال منيابولس، وبُني أول مسجد إسلامي في عام 1967. في عام 1972، أعادت وكالة الإغاثة توطين أول أسرة شيعية مسلمة من أوغندا في المدينتين التوأم. اعتبارًا من عام 2017، تراوح عدد الصوماليين القاطنين في المدينة بين 28 ألف و120 ألف مسلمًا معظمهم من الطائفة السنية. تحتوي المدينة على نحو 20 مركزًا بوذيًا. يقع مقر منظمة الملحدين من أجل حقوق الإنسان في حي شينغلي كريك في قبة جيوديسية. تحتوي منيابولس على طائفة تنتمي لتنظيم المعابد الشرقية. بُني معبد مينيسوتا الهندوسي في ميبل عام 1978، وهو أول معبد هندوسي في المدينة وأكبر معبد في أمريكا الشمالية اعتبارًا من عام 2010.

## الاقتصاد
بحلول عام 2020، أصبحت منطقة منيابولس- سانت بول ثاني أكبر مركز اقتصادي في الغرب الأوسط تتقدمها شيكاغو فقط. خلال سنوات تأسيس المدينة، كان على المطاحن أن تدفع نقدًا مقابل الحصول على القمح خلال موسم الزراعة ثم الاحتفاظ به حتى الحاجة إلى الطحين. تطلب ذلك رأس مال كبير، ما حفز القطاع المصرفي المحلي وجعل منيابولس مركزًا ماليًا بارزًا. حاليًا، يعتمد اقتصاد منيابولس على التجارة والتمويل والسكك الحديدية وخدمات النقل بالشاحنات والرعاية الصحية والصناعة. يوجد كذلك بعض القطاعات الصغيرة المساهمة كالنشر والطحن وتحضير الأغذية والفنون التصويرية والتأمين والتعليم والتكنولوجيا المتطورة.
اعتبارًا من عام 2018، ضمت منطقة المدن التوأم الحضرية خامس أعلى تجمع لمقار الشركات الرائدة في البلاد، وفي عام 2020، أصبح مقر خمس شركات مُصنفة ضمن قائمة فورتشين 500 داخل حدود مدينة منيابولس. من الشركات الأجنبية التي تمتلك مكاتب أمريكية في منيابولس أكسنتشر وبيليسيو فودز (التي أصبحت حاليًا جزءًا من شركة أطعمة تشاروين بوكفاند) وسكك الحديد الكندية في المحيط الهادئ وكولوبلاست والبنك الملكي الكندي وفويا فاينينشيال. في الدراسة الاستقصائية التي أجرتها مجلة ذي إيكونوميست في عام 2018 بناءً على التكلفة المعيشية لعام 2017 فيما يتعلق بالموظفين التنفيذيين المغتربين، صنفت المجلة منيابولس ثالث أكثر المدن تكلفة معيشية في أمريكا الشمالية وفي المرتبة 26 على الصعيد العالمي.
ساهمت منطقة منيابولس الحضرية بمبلغ 273 مليار دولار، أي 74% من ناتج ولاية مينيسوتا الإجمالي منذ عام 2020. في عام 2015، أصبحت منيابولس خامس أغنى مدينة في الولايات المتحدة، وذلك بناءً على تقييم الناتج الحضري الإجمالي لكل مقيم (62,054 دولار). في عام 2011، بلغ الناتج الحضري الإجمالي 199.6 مليار دولار واحتل دخل الفرد في المنطقة المرتبة 13 في الولايات المتحدة.
يخدم المصرف الاحتياطي الفيدرالي في منيابولس ولايات مينيسوتا ومونتانا وداكوتا الشمالية والجنوبية وأجزاء من ويسكنسن وميشيغان، وهي أصغر مجموعة من المصارف الإقليمية الإثني عشر في النظام الاحتياطي الفيدرالي. إلى جانب دعم المستهلكين والمجتمع المحلي، ينفذ المصرف سياسة نقدية وينظم المصارف في إقليمه ويوفر الأموال النقدية ويشرف على الودائع الإلكترونية. تقع بورصة منيابولس للحبوب، التي تأسست في عام 1881، بالقرب من واجهة النهر وهي البورصة الوحيدة التي تختص بالعقود الآجلة للقمح الأحمر الصلب وخياراته.
| أفضل شركات منيابولس للتداول العام لعام 2020  |                                    |                                    |                                    |                                    |                                    |
| وترتيبها على مستوى المدينة والولايات المتحدة |                                    |                                    |                                    |                                    |                                    |
| المصدر: فورتشين 500                          |                                    |                                    |                                    |                                    |                                    |
| الترتيب                                      | الشركة                             |                                    | الولايات المتحدة                   |                                    | الإيرادات                          |
| الترتيب                                      | الشركة                             | (بالملايين)                        | الولايات المتحدة                   |                                    |                                    |
| 1                                            | شركة تارجت                         |                                    | 37                                 |                                    | $78,112                            |
| 2                                            | بانكورب                            |                                    | 113                                |                                    | $27,325                            |
| 3                                            | أميريبرايز فاينينشيال              |                                    | 245                                |                                    | $13,103                            |
| 4                                            | إكسل إنيرجي                        |                                    | 276                                |                                    | $11,529                            |
| 5                                            | ثرايفنت                            |                                    | 368                                |                                    | $8,612                             |
| كبار أصحاب العمل في منيابولس في عام 2018     |                                    |                                    |                                    |                                    |                                    |
|                                              |                                    |                                    |                                    |                                    |                                    |
| التصنيف                                      | الشركة/ المنظمة                    | الشركة/ المنظمة                    | الشركة/ المنظمة                    | الشركة/ المنظمة                    | الشركة/ المنظمة                    |
| 1                                            | شركة تارجت                         | شركة تارجت                         | شركة تارجت                         | شركة تارجت                         | شركة تارجت                         |
| 2                                            | هينيبين للرعاية الصحية             | هينيبين للرعاية الصحية             | هينيبين للرعاية الصحية             | هينيبين للرعاية الصحية             | هينيبين للرعاية الصحية             |
| 3                                            | ولز فارجو                          | ولز فارجو                          | ولز فارجو                          | ولز فارجو                          | ولز فارجو                          |
| 4                                            | مقاطعة هينيبين                     | مقاطعة هينيبين                     | مقاطعة هينيبين                     | مقاطعة هينيبين                     | مقاطعة هينيبين                     |
| 5                                            | أميريبرايز فاينينشيال              | أميريبرايز فاينينشيال              | أميريبرايز فاينينشيال              | أميريبرايز فاينينشيال              | أميريبرايز فاينينشيال              |
| 6                                            | بانكورب                            | بانكورب                            | بانكورب                            | بانكورب                            | بانكورب                            |
| 7                                            | إكسل إنيرجي                        | إكسل إنيرجي                        | إكسل إنيرجي                        | إكسل إنيرجي                        | إكسل إنيرجي                        |
| 8                                            | مدينة منيابولس                     | مدينة منيابولس                     | مدينة منيابولس                     | مدينة منيابولس                     | مدينة منيابولس                     |
| 9                                            | البنك الكندي الملكي لتنظيم الثروات | البنك الكندي الملكي لتنظيم الثروات | البنك الكندي الملكي لتنظيم الثروات | البنك الكندي الملكي لتنظيم الثروات | البنك الكندي الملكي لتنظيم الثروات |
| 10                                           | ثرايفنت                            | ثرايفنت                            | ثرايفنت                            | ثرايفنت                            | ثرايفنت                            |

## الثقافة

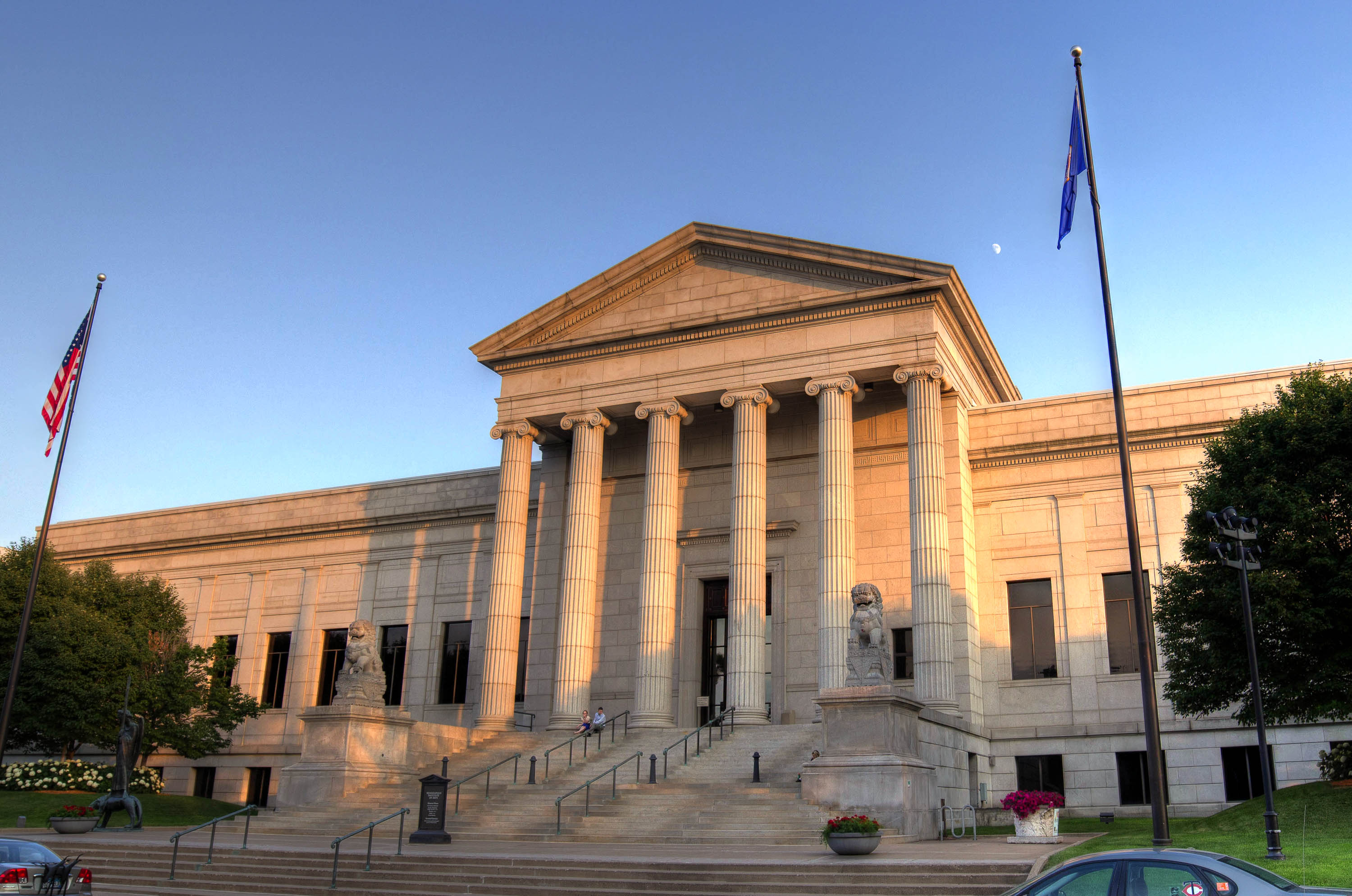
يُفتح معهد منيابولس للفنون يوميًا ويتيح دخول الزوار مجانًا ويضم مجموعة من 90 ألف قطعة يشمل تاريخها 20 ألف عام.

### الفنون التصويرية
يُعد مركز ووكر للفنون أحد أكبر خمسة متاحف للفن الحديث في الولايات المتحدة، والتي يتصدرها لوري هيل الذي يقع بالقرب من وسط المدينة. تضاعف حجم المركز علاوة على الإضافة التي أجراها مكتب هيرتسوغ ودي مورون في عام 2005 وجرت توسعته بإنشاء حديقة مساحتها 15 فدان (6.1 هكتار) من تصميم ميشيل ديفين، وتقع عبر الشارع من حديقة منيابولس للنحت.
يقع معهد منيابولس للفنون، والمعروف باسم ميا منذ الذكرى السنوية المئة لتأسيسه، في جنوب وسط منيابولس، وهو من تصميم شركة مكيم ميد أند وايت في عام 1915، ويعتبر أكبر متحف للفنون في المدينة، ويحتوي على 100 ألف قطعة ضمن مجموعته الدائمة. افتُتحت الأجنحة الجديدة، التي صممها كنزو تانغه ومايكل غرافيس، في عامي 1974 و2006 على التوالي، وتضم الأعمال المعاصرة والحديثة، فضلًا عن مساحة أكبر للمعارض.
افتُتح متحف ويسمان للفنون، الذي صممه فرانك جيري لجامعة مينيسوتا، في عام 1993، ويُسمح بدخول الزوار إليه مجانًا. ضاعفت إضافة صممها جيري لعام 2011 من حجم المعارض. افتُتح متحف الفن الروسي في كنيسة جرى ترميمها في عام 2005 ويستضيف مجموعة من الفنون الروسية التي تعود للقرن العشرين فضلًا عن المناسبات الخاصة.
تضم مقاطعة منيابولس للفنون الشمالية الشرقية 400 فنانًا مستقلًا ومركزًا في مبنى شركة نورثروب كينغ، وتقيم الأحداث السنوية باستمرار.

### الفنون المسرحية والاستعراضية
تستضيف منيابولس عروضًا مسرحية منذ ما بعد الحرب الأهلية. من أوائل المسارح في المدينة دار أوبرا بنس وأكاديمية الموسيقى ودار الأوبرا الكبرى ومسرح ليسيوم ودار الأوبرا الحضرية، التي افتتحت في عام 1894. احتضنت منيابولس منذ عام 2020 عشرات شركات المسارح.
يشغل مسرح غوثري، وهو أكبر شركة مسارح في المنطقة، مجمعًا من ثلاث مسارح يطل على الميسيسيبي، صممه المهندس المعماري الفرنسي جان نوفيل. أسس السير تايرون غوثري الشركة في عام 1963 باعتبارها نموذجًا أوليًا بديلًا لمسرح برودواي، وتنتج الشركة مجموعة متنوعة من العروض السنوية. اشترت منيابولس مسارح أورفيوم وستيت وبانتاغيس وفودفيل، بالإضافة إلى دور الأفلام في جادة هينيبين، والتي تُستخدم حاليًا لإقامة الحفلات الموسيقية والمسرحيات. انضم مسرح شوبرت المُجدد إلى مركز هينيبين للفنون ليصبح مركز كولز للرقص وفنون الأداء، وهو موطن لأكثر من اثني عشر فرقة للفنون المسرحية.

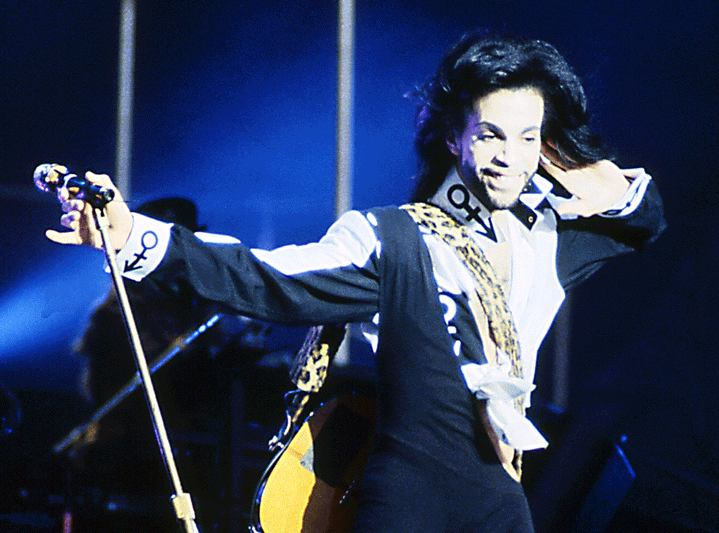
درس الفنان برنس في مسرح مينيسوتا للرقص من خلال المدارس العامة في منيابولس.

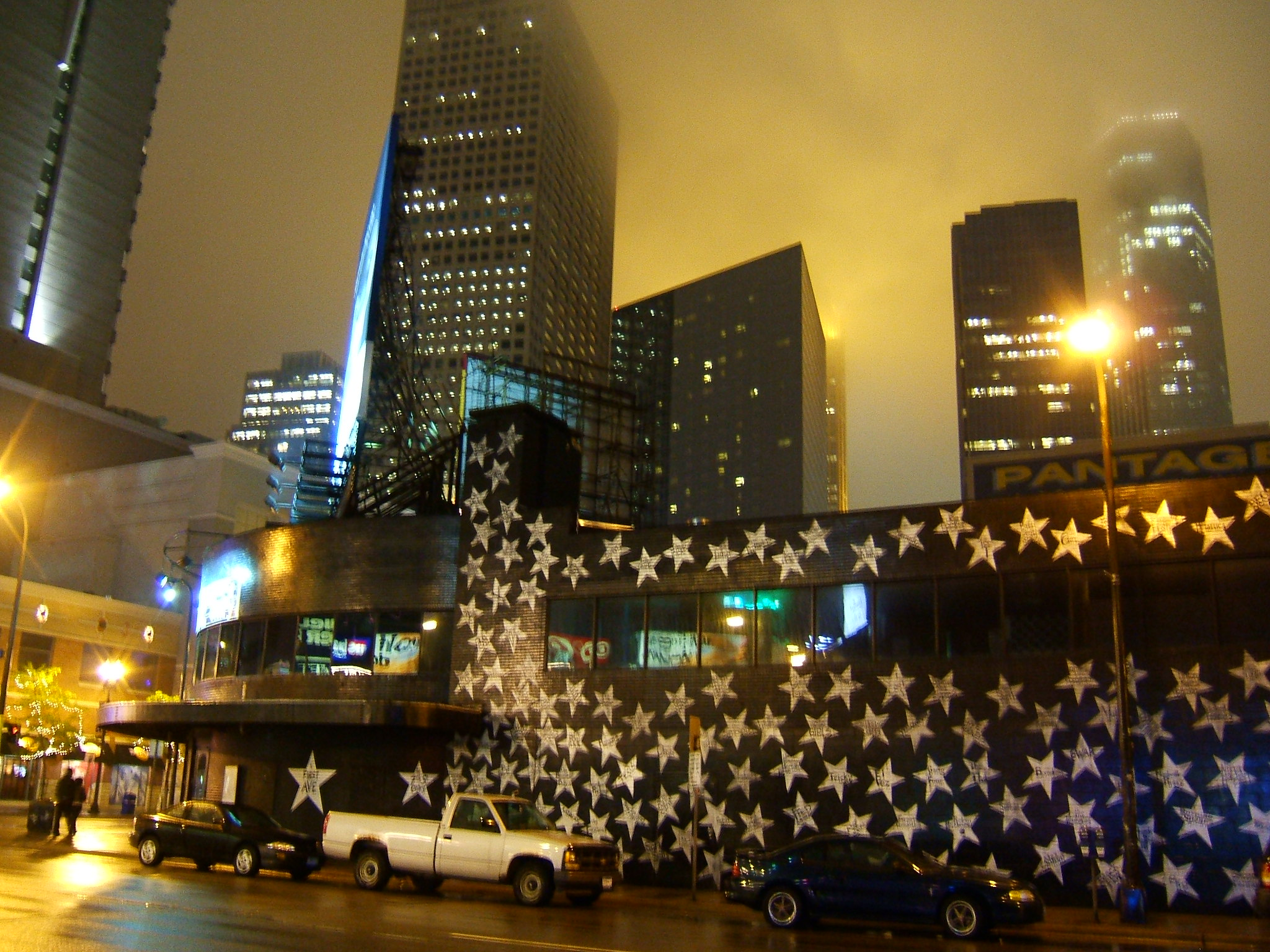
في عام 1970، رأى آلان فينغرهوت إمكانات في النادي الليلي الذي أصبح يُعرف باسم فيرست أفنيو واحتفل بالذكرى السنوية الخمسين لتأسيسه في عام 2020.

### الموسيقى
تعزف أوركسترا مينيسوتا الموسيقى الكلاسيكية والشعبية في قاعة الأوركسترا تحت إشراف المخرج الموسيقي أوسمو فانسكا ورُشحت الأوركسترا لجائزة غرامي في عام 2013 عن تسجيلها «سيبيليوس: سمفونيات رقم 2 و5»، وفازت بها في عام 2014 عن «سيبيليوس: سمفونيات رقم 1 و4».
وفقًا لمجلة داون بيت، اعتُبر نادي داكوتا للجاز واحدًا من أفضل أماكن الجاز في العالم لمدة 25 عامًا.
وُلد المغني والعازف على عدة آلات، برنس، في منيابولس وعاش معظم حياته في المنطقة. بعد أن اخترق جيمي جام وفرقته المكونة من 11 فردًا، مايند اند ماتر، التمييز الذي خلق حاجزًا عنصريًا وسط المدينة، وصل برنس إلى جمهور عالمي متعدد الأعراق بأسلوبه الفني الذي جمع فيه بين الفاحشة والدين. وُصف برنس بأنه أعجوبة موسيقية أصلية وموله برنامج موسيقي في مركز ذا واي كوميونتي، تعلم العزف على آلة بوليموغ في استوديو ساوند 80 لألبومه الأول الذي أصبح عنصرًا صوتيًا يميز منيابولس. ساهم برنس ومجموعة من زملائه الموسيقيين، ممن سجل معظمهم أغانيهم مع شركة توين تون ريكوردز، في جعل نادي فيرست أفنيو ومدخل الشارع السابع أماكن بارزة للفنانين والجمهور على حد سواء.
احتلت فرقتي هاسكر داو وذا ريبليسمنت مكانة بارزة أثناء ازدهار موسيقى الروك البديل في الولايات المتحدة خلال ثمانينيات القرن العشرين. حظي مغنو الفرقتين، بوب مولد وبول ويستربيرغ، بمهنة منفردة ناجحة بعيدًا عن فِرقهم. حظيت جمعية كلمة مينيسوتا المنطوقة وشركة موسيقى الهيب هوب المستقلة، رايمسايرز للترفيه، بالاهتمام نظرًا للفنون التي تقدمها في مجال الراب والهيب هوب والكلمة المنطوقة. يصف بعض فناني الهيب هوب تحت الأرض مينيسوتا في أغانيهم، كأتموسفير وماني فيستو.
أصدر توم ويتس أغنيتين عن المدينة، «كريسمس كارد فروم آ هوكر إن منيابولس» (بلو فالنتاين، 1978) و«ناينث أند هينيبين» (رين دوغز، 1985)، وسجلت لوسيندا ويليامز أغنية «منيابولس» (وورد ويذاوت تيرز، 2003). من بين فناني الموسيقى الإلكترونية الراقصة وودي ماكبرايد وفريدي فريش ودي في غس ون. في عام 2008، افتتح مركز ماكفايل للموسيقى القائم منذ عقد من الزمان منشأة جديدة صممها جيمس دايتون. تحتوي منيابولس على أربع شركات أوبرا: مينيسوتا أوبرا وميل سيتي أوبرا وشركة غيلبرت وسوليفان للأوبرا الخفيفة وريلي سبايس اوبرا.

### الأعمال الخيرية
تشكل الأعمال الخيرية والتطوعية جزءًا من المجتمع. وفقًا لمشروع أميري كروبز، في عام 2017 احتلت منطقة منيابولس- سانت بول المرتبة الأولى بين المدن بنسبة التطوع بين سكانها والتي بلغت 46.3%. تستثمر مؤسسة منيابولس في أكثر من 1000 صندوق خيري وتديرها.
تساعد منظمة آلايت 2.5 مليون لاجئ ومشرد سنويًا في الأردن وباكستان وجمهورية الكونغو الديمقراطية ورواندا والصومال وجنوب السودان والسودان وسوريا وتايلند وأوغندا. تُعد الجمعيات الخيرية الكاثوليكية في منيابولس وسانت بول واحدة من أكبر المنظمات غير الربحية في الولاية وتقدم العديد من الخدمات الاجتماعية.

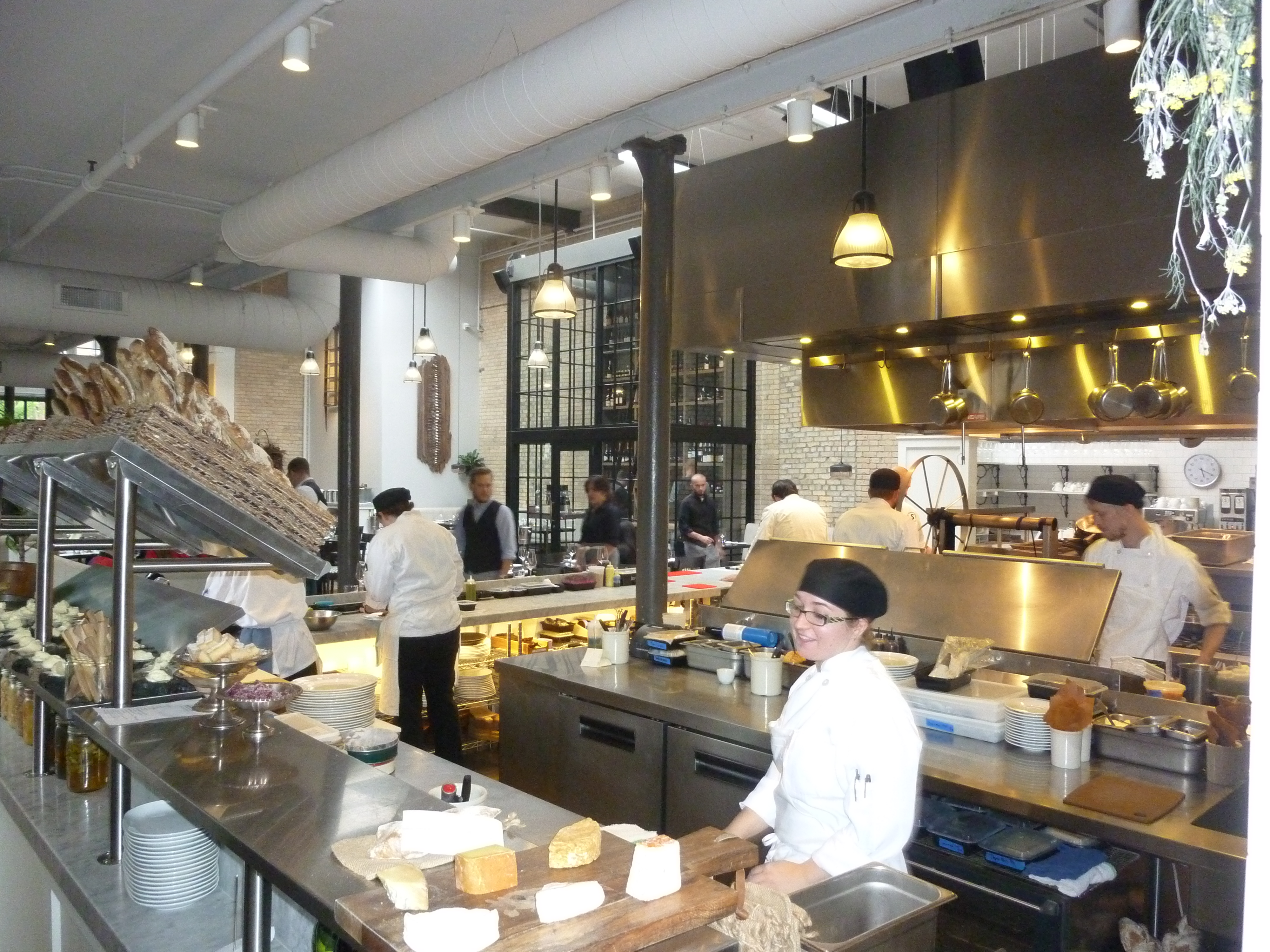
فاز فريق الولايات المتحدة الأمريكية، بما في ذلك غافين كيسين (من مطعم سبون اند ستيبل الظاهر في الصورة أعلاه) وتوماس كيلر ودانيال بولود، بميدالية فضية في مسابقة بوكيوس دور للطهي في عام 2015

### أسلوب الطهي
كانت جادة غرب برودواي مركزًا ثقافيًا في أوائل القرن العشرين، ولكن بحلول خمسينيات القرن العشرين، بدأ الطيران إلى الضواحي، وأُغلقت محطات الترام. تقع واحدة من أكبر صحاري الأغذية الحضرية في الولايات المتحدة في شمال منيابولس، حيث اعتبارًا من منتصف عام 2017، خدم متجرين بقالة 70,000 شخص. افتُتحت شركة ويرث منذ عام 2017 ولكنها أُغلقت في غضون عام. افُتتح متجر نورث ماركت في عام 2017. سعى الإقبال غير الربحي نحو التغيير إلى تحسين النظام الغذائي المحلي في مواجهة ازدحام محلات الوجبات السريعة، وبحلول عام 2017، أُديرت عشر حدائق وبيعت المنتجات في سوق المزارعين غرب برودواي في وقت الصيف وجرى تزويد المطاعم وتقديم صناديق من المنتجات الطازجة.
اعتبارًا من عام 2019، فاز مجموعة من الطهاة المقيمون في منيابولس بجائزة مؤسسة جيمس بيرد، منهم آن كيم، طاهية في مطعم يونغ جوني وبيتزا لولا وهيلو بيتزا، في عام 2019. فاز الطاهي شون شيرمان، مؤلف كتاب شيف سيوكس، باثنين من جوائز جيمس بيرد في عام 2019 –جائزة القيادة وأفضل كتاب طهي. فاز ستيف هوفمان بجائزة جيمس بيرد للكتابة المتميزة عن كتاب «ما هو الطعام الشمالي؟». كان من بين الفائزين الآخرين في عام 2008 الطاهي النجم الصاعد غافين كايسن الذي فاز مجددًا في عام 2018 في مطعم سبون أند ستيبل، وألكسندر روبرتس في مطعم ألما، وآيزاك بيكر في مطعم 112 إيتري. فيما يتعلق بالمطاعم المغلقة، فاز كل من تيم ماكي في مطعم لا بيل في وبول بيرغلوند في مطعم باتشيلور فارمر. فازت الكاتبة دارا موسكوفيتز غرومداهل بجائزة جوناثان غولد للصوت المحلي في عام 2020، بالإضافة إلى ترشيحها 11 مرة وفوزها بخمس جوائز أخرى. فاز أندرو زيمرن في عام 2010 و2013 و2017 بلقب المضيف والشخصية المتميزة في برنامج بيزارد فوودز ويذ أندرو زيمرن ولبرنامجه التلفزيوني أون لوكيشن في عام 2012. نظرًا لترشيح ثلاثة عشر طاه ومطعم لجوائز جيمس بيرد في عام 2017، لقبت صحيفة وول ستريت جورنال منيابولس بأنها أحد أفضل عشرة أماكن للزيارة في العالم.
قدّم مبتكري البرغر الموثوق، ذا 5-8 كلب اند مات بار، برغر جوسي لوسي منذ خمسينيات القرن العشرين. وصل أسلوب الطهي من شرق أفريقيا مع موجة الهجرة الصومالية التي بدأت في تسعينيات القرن العشرين. صنفت مجلة جي كيو مطعم يونغ جوني ضمن أفضل عشرة مطاعم جديدة وصنفته شبكة إيترز ضمن أفضل اثني عشر مطعم جديد. في عام 2018، وضعت مجلة إسكواير مطعم هاي هاي على قائمتها لأفضل المطاعم الأمريكية. في عام 2018، صنفت مجلة فوود اند واين مطعم سبون اند ستيبل ضمن أهم 40 مطعم في السنوات الأربعين الماضية. اعتبارًا من عام 2019، استخدم الطهاة والخبازين الذين يعملون في ثمانية من أصل تسعة مطاعم كيم بارتمان منيابولس الطحين المصنوع من الحبوب التراثية من سن رايز.

### الأحداث السنوية
تشمل الأحداث المُقامة سنويًا مدينة البحيرات من تنظيم مؤسسة لوبيت، وهو سباق للتزلج عبر البلاد بمسافة 22 ميلًا (35 كم) بالإضافة إلى مهرجان شتوي يُقام في فبراير، ومن المقرر أن يعود موكب ماي داي في عام 2021، ويُقام موكب ومهرجان آرت آ ريل للفخر ومهرجان جسر ستون آرتش واحتفال المدن التوأم في يونيو ومهرجان منيابولس أكواتينيال يوليو ومهرجان لورينغ بارك الفني ومعرض أبتاون ميتريس للفنون ومهرجان باودرهورن للفنون ومهرجان حيّ بحيرة هياواثا في أغسطس ومهرجان منيابولس الملكي في سبتمبر، احتفالًا بهجرة الفراشة الملكية لمسافة 2,300 ميل (3,700 كم)، وماراثون المدينتين التوأم في أكتوبر .

## الرياضة
الأندية الرياضية المحترفة في منيابولس
| الفريق             | الرياضة             | الدوري                             | تاريخ الإنشاء | المقر (السعة)                      | البطولات                                  |
| مينيسوتا لينكس     | كرة السلة           | الاتحاد الوطني لكرة السلة النسائية | 1999          | تارجت سنتر (18,798)                | 2011, 2013, 2015, 2017                    |
| مينيسوتا تمبر ولفز | كرة السلة           | الرابطة الوطنية لكرة السلة         | 1989          | تارجت سنتر (18,798)                |                                           |
| مينيسوتا توينس     | كرة القاعدة         | دوري كرة القاعدة الرئيسي           | 1961          | تارجت فيلد (39,500)                | 1987, 1991                                |
| مينيسوتا فايكنج    | كرة القدم الأمريكية | الدوري الوطني لكرة القدم الأمريكية | 1961          | مدرج بنك الولايات المتحدة (66,655) | 1969 (الدوري الوطني لكرة القدم الأمريكية) |

تحتضن منيابولس أربعة فرق رياضية محترفة. لعب فريق مينيسوتا فايكنج لكرة القدم وفريق مينيسوتا توينس لكرة القاعدة في الولاية منذ عام 1961. كان الفايكنج فريق توسعة ضمن الدوري الوطني لكرة القدم الأمريكية، وشُكل فريق توينس عندما انتقل فريق واشنطن سيناتورز إلى مينيسوتا. فاز فريق توينس في نهائيات كأس العالم لعامي 1987 و1991 ولعب في ملعب تارجت فيلد منذ عام 2010. لعب الفايكنج في السوبر بول عقب مواسم 1969 و1973 و1974 و1976، وخسر جميع المباريات الأربع. أعاد فريق مينيسوتا تمبر ولفز كرة سلة إن بي إيه مجددًا إلى منيابولس في عام 1989، يليه فريق مينيسوتا لينكس في عام 1999. يلعب كلا فريقي كرة السلة في ملعب تارجت سنتر.
في الأعوام الأخيرة، كان فريق لينكس الأكثر نجاحًا في المدينة وأصبح قوة مهيمنة في الاتحاد الوطني لكرة القدم، ووصل إلى نهائيات دوري الاتحاد في 2011 و2012 و2013 و2015 و2016 و2017 وفاز في مباريات 2011 و2013 و2015 و2017.
أُنشئ مدرج بنك الولايات المتحدة الذي يبلغ مساحته 1,750 ألف قدم مربع (163,000 م2) لصالح فريق الفايكنج بمبلغ 1.122 مليار دولار أميركي، منها 348 مليون دولار مقدمة من ولاية مينيسوتا و150 مليون دولار مقدمة من مدينة منيابولس. افتُتح الملعب في عام 2016 باسم «أكبر مشروع للأشغال العامة في مينيسوتا»، ويحتوي على 66 ألف مقعد جرى توسعتها إلى 70 ألف لمباراة السوبر بول في عام 2018. يستضيف مدرج بنك الولايات المتحدة مباريات الجري والتزلج الداخلية، بالإضافة إلى الحفلات الموسيقية والمناسبات.
تشتمل الأحداث الرياضية الرئيسية التي تستضيفها المدينة على مباريات بيسبول أول ستارز ونهائيات كأس العالم وسوبر بول والنهائيات الأربع للرابطة الوطنية للرياضات الجماعية في الشعبة الأولى للرجال والنساء وبطولة موتوكروس للرابطة الوطنية لراكبي الدراجات النارية وألعاب إكس ومباريات أول ستار للرابطة الوطنية النسائية لكرة السلة.
فاز فريق غوفرز النسائي لهوكي الجليد ببطولة الرابطة الوطنية لهوكي الجليد ست مرات وباللقب الوطني في 2000 و2004 و2005 و2012 و2013 و2015 و2016.
يلعب فريق مينسوتا وايلد من دوري الهوكي الوطني في ملعب إكسل إينيرجي، بينما يلعب فريق مينيسوتا يونايتد لكرة القدم في ملعب أليانز فيلد، ويقع كلاهما في سانت بول. فيما يتعلق بالألعاب الرياضية الأخرى، تحتوي المدينة على ستة ملاعب جولف ضمن حدودها. أنشأ سكوت وبرينان أولسون شركة رولربليد أثناء تواجدهما في منيابولس ثم باعاها لاحقًا، وساهمت الشركة بزيادة شعبية رياضة التزلج بحذاء الدحرجة.

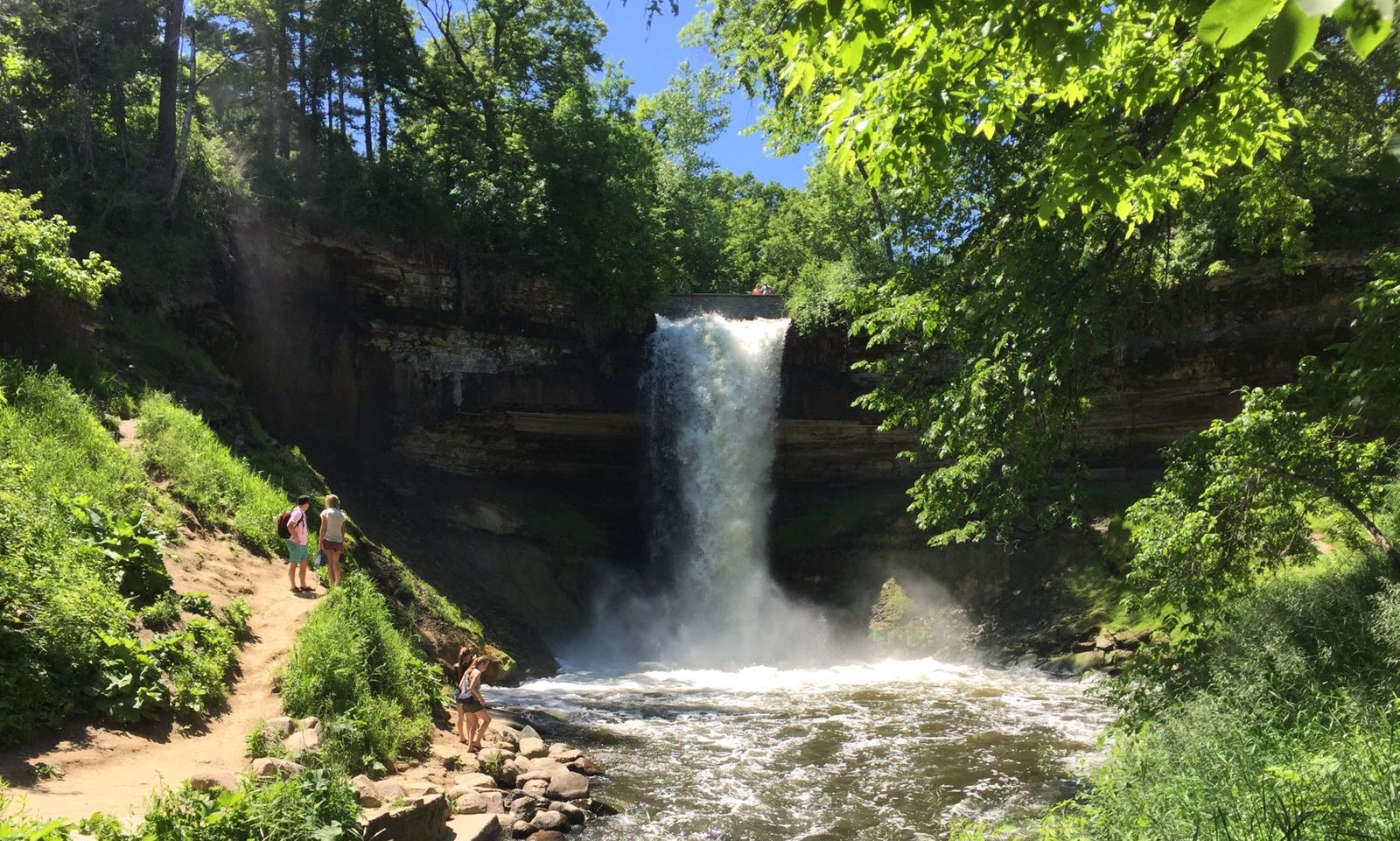
تُعد شلالات مينيهاها، المؤسسة في عام 1889، والأرض المحيطة بها ثاني حديقة حكومية في الولايات المتحدة.

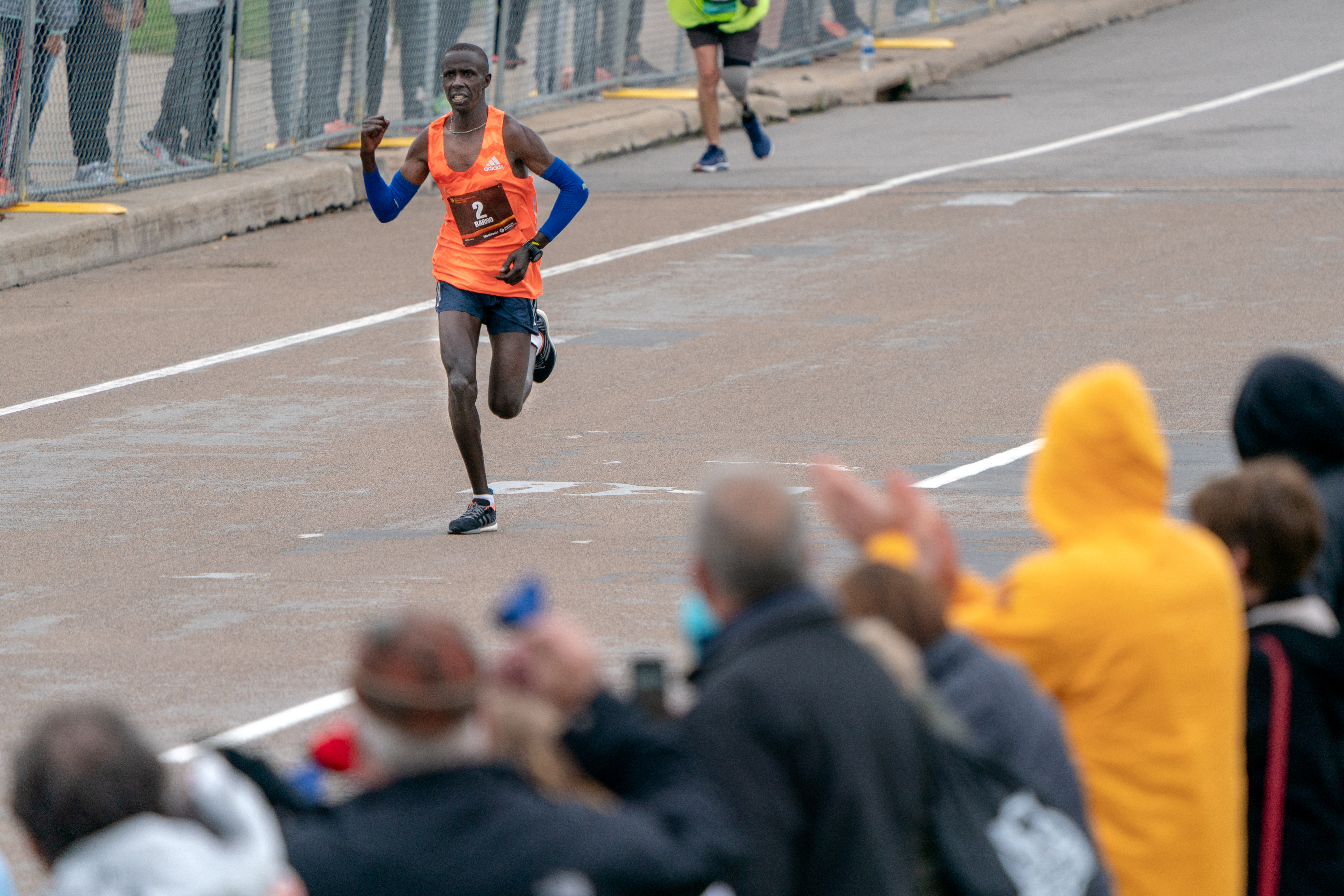
فاز إليشا بارنو بماراثون المدن التوأم لعام 2018

## الحدائق والترفيه
وُصف نظام منيابولس للمتنزهات بأنه أفضل تصميم وتمويل وصيانة في أمريكا. عقب ما يتجاوز القرن من تصميم النظام، في تصنيف بارك سكور لعام 2020، ذكرت منظمة الصندوق الاستئماني للأراضي العامة أن منيابولس تمتلك أفضل نظام حدائق بين أكثر 100 مدينة أمريكية اكتظاظًا بالسكان.
يتولى مجلس منيابولس للمتنزهات إدارة هذه الحدائق وتشغيلها، وهو نظام حدائق مستقل يتمتع بسلطات أوسع من أي وكالة حدائق أخرى في البلد. مكّنت التبرعات والجهد الذي بذله قادة المجتمعات المحلية هوراس كليفلاند من إنشاء أروع تصاميمه المعمارية، إذ حافظ على المعالم الجغرافية وربطها بالشوارع والطرق المزينة بالأشجار. ترتبط سلسلة البحيرات في المدينة، التي تتكون من سبع بحيرات وجدول مينيهاها، بمجموعة من مسارات الدراجات والجري والمشي وتُستخدم للسباحة وصيد الأسماك والتنزه وركوب القوارب والتزلج على الجليد. يمتد مسار للسيارات والدراجات والمشاة على طول طريق غراند راوندز ذو الـ52 ميلًا (84 كم). يُنسب إلى ثيودور ويرث الفضل في تطوير نظام الحدائق. وفقًا للمتوسط الوطني لعام 2020، تشكل الحدائق نحو 15% من أراضي المدينة، ويعيش 98 % من السكان على مسافة نصف ميل من الحدائق.
ترتبط الحدائق داخليًا في العديد من الأماكن وتربط منطقة نهر المسيسيبي الوطنية للترفيه بين الحدائق الإقليمية ومراكز الزوار. تُعد حديقة إلويس بتلر، أقدم حديقة عامة في البلاد، موطنًا للزهور البرية وملاذًا للطيور وتقع في ثيودور ويرث بارك. يشترك ويرث بارك مع مقاطعة غولدن فالي ويشكل نحو 90% من مساحة سنترال بارك في مدينة نيويورك. يُعتبر موقع شلالات مينيهاها التي يبلغ طولها 53 قدمًا (16م)، في مينيهاها بارك، أحد أقدم الحدائق في المدينة وأكثرها شعبية. استقبلت الحديقة الإقليمية ما يتجاوز 2,050,000 زائر في عام 2017. أطلق هنري وادزورث لونغفيلو اسم مينيهاها على زوجة هيواثا تيمنًا بشلال منيابولس في ذا سونغ أوف هيواثا، وهي القصيدة الأفضل مبيعًا في القرن التاسع عشر. يوفر طريق وينشيل تريل ذو الخمسة أميال على طول نهر المسيسيبي تجربة ريفية للسير على الأقدام.
يتيح مناخ منيابولس فرص القيام بأنشطة شتوية في كثير من الحدائق والبحيرات في الفترة بين ديسمبر ومارس، كالصيد الجليدي والسير بالأحذية الثلجية والتزلج والتزحلق على الجليد. عندما تتوافر ظروف كافية من هطول الثلوج أو صنعها، توفر شراكة بين مجلس إدارة الحديقة ومؤسسة لوبيت مسارات تزلج بطول 20 ميل (32 كم) تربط بين ويرث بارك وسلسلة البحيرات وملعبي جولف في المدينة. يشكل سباق التزلج عبر البلدان الذي تقيمه مؤسسة لوبيت جزءًا من سلسلة ماراثون التزلج الأمريكي. يبقي المتنزه على 20 حلبة جليد في الهواء الطلق في الشتاء وتستضيف بحيرة نوكوميس بطولة الولايات المتحدة السنوية لهوكي البركة.
تُقيم شركة ميدترونيك تصفيات ماراثون المدن التوأم في بوسطن.

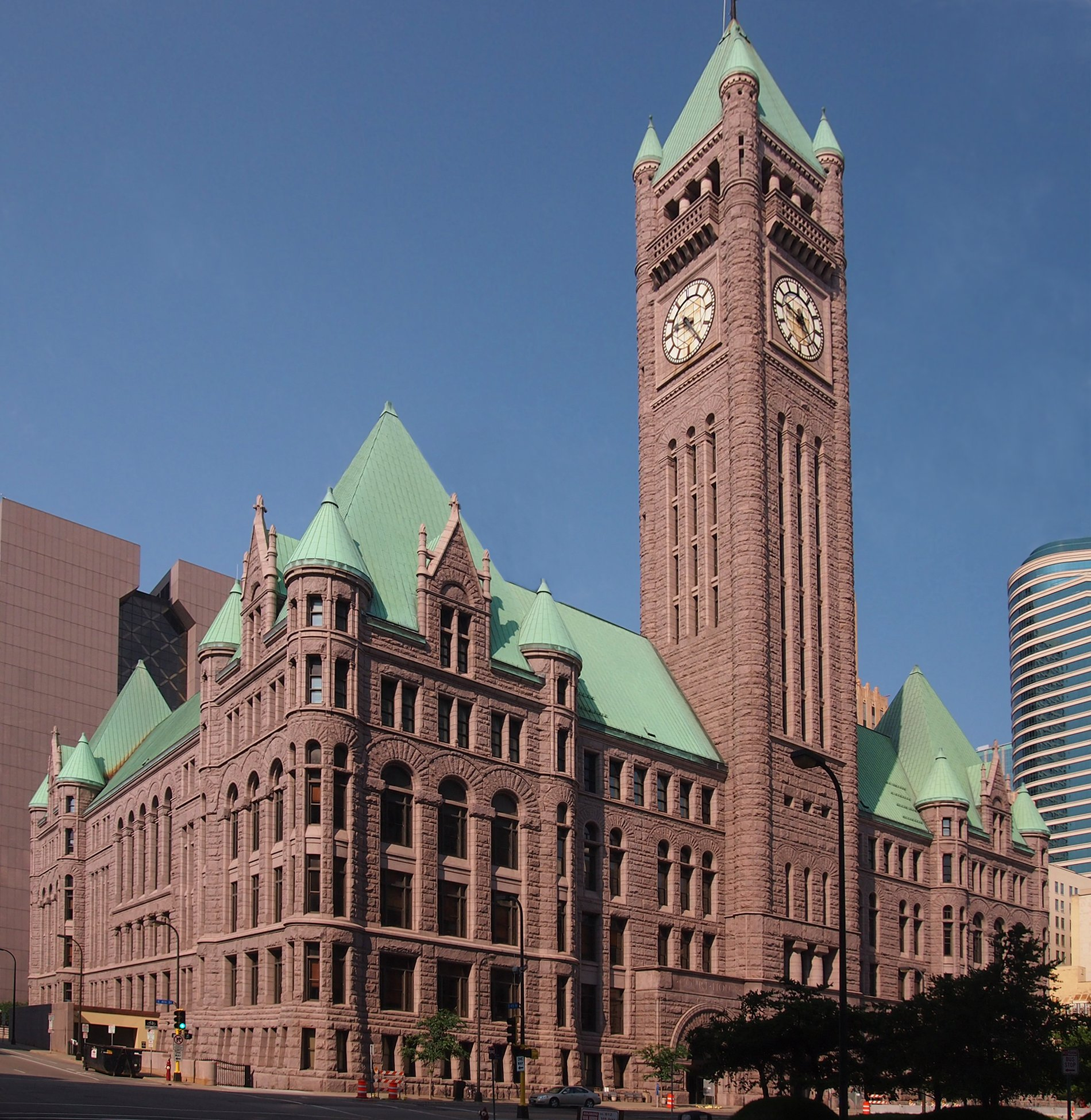
مجلس مدينة منيابولس

## الحكومة
تشكل منيابولس معقلًا لحزب العمال المزارعين الديمقراطيين في مينيسوتا، والذي ينتمي إلى الحزب الديمقراطي. يمثل مجلس مدينة منيابولس ثلاث عشرة مقاطعة في المدينة تُعرف بالعنابر. اعتمدت المدينة نظام جولة الإعادة المباشرة في عام 2006، واستخدمته لأول مرة في انتخابات عام 2009. يتسم المجلس بالتقدم مع اثني عشر عضوًا من حزب العمال المزارعين الديمقراطيين وواحد من حزب الخضر.
انتُخب جاكوب فراي من حزب العمال المزارعين الديمقراطيين عمدة لمنيابولس في عام 2017. يتسم مكتب العمدة بالضعف النسبي ولكنه يتمتع ببعض السلطة لتعيين أفراد مثل رئيس الشرطة. تُعد الحدائق والضرائب والإسكان العام مجالس شبه مستقلة وتتقاضى ضرائبها ورسومها الخاضعة لحدود مجلس التقديرات والضرائب. انتُخبت ليزا بيندر في عام 2013، وتعمل رئيسة لمجلس المدينة ولا تنوي خوض إعادة انتخاب.
في ديسمبر 2020، عملت المدينة على التوصل إلى اتفاق على ميزانية عام 2021، وذلك بالاطلاع على مدخلات تتعلق بما يقارب ألف من السكان وارتفاع معدل الجريمة وكوفيد 19 والتهديد باستخدام حق نقض رئيس البلدية. ساهمت التسوية البالغة 1.5 مليار دولار بالحفاظ على عدد ضباط الشرطة وخصصت 8 ملايين دولار لصالح تدابير السلامة المجتمعية وخفضت التمويل في جميع إدارات المدن الرئيسية وشملت زيادة ضريبة الممتلكات بنسبة 5.75 %.
على الصعيد الفيدرالي، تمتلك منيابولس مقعدًا ضمن دائرة مينيسوتا الخامسة في الكونغرس والتي تمثلها الديمقراطية إلهان عمر منذ عام 2018، وهي إحدى أول امرأتين مسلمتين وأول صومالية أمريكية تحصل على عضوية الكونغرس. انتُخبت الديمقراطيتان إيمي جان كلوبوشار وتينا سميث أعضاء في مجلس الشيوخ الأميركي عن ولاية مينيسوتا أثناء إقامتهما في منيابولس.
أصدر مجلس المدينة قرارًا في عام 2015 بوضع سياسة تصفية الاستثمارات في الوقود الأحفوري، وانضمت منيابولس بذلك إلى سبع عشرة مدينة في جميع أنحاء العالم في تحالف المدن المحايدة الكربونية. تدعو خطة المناخ في المدينة إلى خفض انبعاثات الغازات الدفيئة بنسبة 80% بحلول عام 2050.

### جهاز الشرطة
لدى منيابولس مرسوم اقصاء يوعز ضباط الشرطة المحليين المكلفين بإنفاذ القوانين بعدم «اتخاذ أي إجراء لإنفاذ القانون» لغرض وحيد وهو العثور على مهاجرين غير موثقين وعدم سؤال أي مهاجر عن وضعه.
يتكرر حدوث عمليات قتل المواطنين على يد شرطة منيابولس. تسببت الشرطة بعشرة وفيات في العقد السابق لمقتل جورج فلويد، وفي عام 2021، أحصت صحيفة ستار تريبيون 200 حالة وفاة تسببت الشرطة بها في الولاية هذا القرن.
وجدت تحريات قناة كيه إس في بي في عام 2020 أن المدينة دفعت الملايين في التسويات بسبب عدم صدق الضباط فيما يتعلق باستخدام القوة، والتي نادرًا ما يلتزمون بها.
كان رئيس الشرطة ميداريا أردوندو جزءا من تسوية بلغت 740 ألف دولار بعد اتهام الإدارة بـ«ماض من التساهل مع الممارسات العنصرية التي أبداها ضباط الشرطة البيض». اعتمد رئيس الشرطة السابق جاني هارتيو كاميرات أفراد الشرطة الجسدية في عام 2016 ولكن استخدامها كان نادرًا. في عام 2019، وُجد في تدقيق حسابات المدينة أن تنشيط الكاميرات الجسدية ارتفع في نهاية المطاف إلى 95 % منذ أن أمر أردوندو بذلك في عام 2017. تحمي نقابة الشرطة الضباط بمبدأ قانوني يتمثل بالحصانة المشروطة. يرى تحالف إم بي دي 150، وهو ائتلاف مجتمعي شًكّل في الذكرى السنوية الـ 150 لقسم الشرطة، أنه ينبغي إلغاء القسم.
أعلن رئيس مجلس المدينة بيندر في عام 2020 أنه ينبغي على المدينة تفكيك إدارة الشرطة واستبدالها «بنموذج جديد متحول للسلامة العامة». غير أن لجنة الميثاق رفضت الاقتراح. في ديسمبر، صوت مجلس المدينة على نقل 8 ملايين دولار من جهاز الشرطة وتوزيعها على فِرق التدريب وأزمات الصحة العقلية، وعلى نحو أكثر تحديدًا، صوت المجلس على إبقاء عدد أفراد جهاز الشرطة 888 لعام 2021. عقب صيف عام 2020، نقص عدد أفراد الشرطة 166 ضابطًا إما بسبب التقاعد أو الإجازة المؤقتة، وأُصيب الكثير منهم باضطراب الكرب التالي للصدمة النفسية، وأسفرت موجة الجريمة عن أكثر من 500 عملية إطلاق نار. في عام 2020، شُكّلت منظمة المناضلين من أجل الحرية في مينيسوتا لتعمل دورية لمراقبة الأحياء.
عقب إدانة ديريك تشوفين، أعلن المدعي العام ميريك غارلاند أن وزارة العدل بصدد فتح «تحقيق شامل في ممارسات الشرطة في منيابولس». تجري إدارة حقوق الإنسان في مينيسوتا أيضًا تحريات بشأن إدارة شرطة منيابولس، بحثًا عن أي ممارسات تمييزية في سياسات الشرطة وممارساتها خلال العقد الماضي.

## التعليم

### التعليم الابتدائي والثانوي
يلتحق أكثر من 35,000 طالب بمدارس منيابولس العامة الابتدائية والثانوية. تدير المقاطعة نحو مئة مدرسة عامة تضم خمس وأربعين مدرسة ابتدائية وسبع مدارس إعدادية وسبع مدارس ثانوية وثماني مدارس للتعليم الخاص وثماني مدارس بديلة وتسع عشرة مدرسة بديلة مستأجرة وخمس مدارس مستقلة. بموجب السلطة التي يخولها مجلس الولاية التشريعي، يضع مجلس المدرسة السياسات ويختار مدير المدرسة ويشرف على ميزانية المنطقة ومنهجها وموظفيها ومرافقها. في عام 2017، بلغت نسبة الطلاب المتخرجين 66%. يتحدث الطلاب أكثر من مئة لغة مختلفة في منازلهم وتُطبع معظم المراسلات المدرسية باللغة الإنجليزية والهمونغ والإسبانية والصومالية. يلتحق بعض الطلاب بمدارس عامة في مقاطعات مدرسية أخرى تختارها أسرهم بموجب قانون التسجيل المفتوح في مينيسوتا. فضلًا عن المدارس العامة، تضم المدينة أكثر من 20 مدرسة وأكاديمية خاصة ونحو 20 مدرسة مستأجرة إضافية.

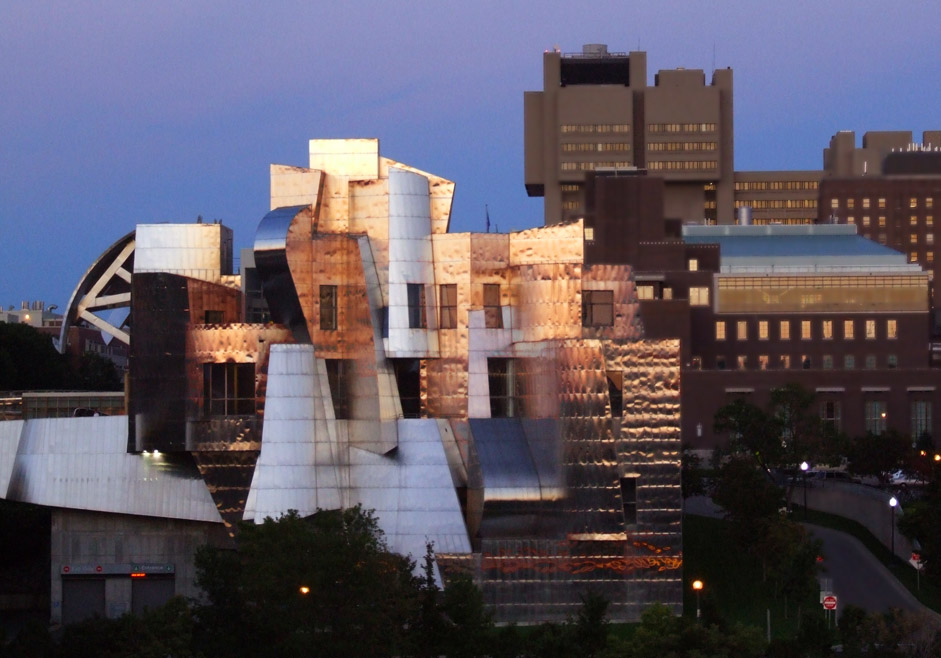
مبنى متحف الفنون التعليمية في جامعة مينيسوتا والمستشفى التعليمي واتحاد الطلاب (من اليسار إلى اليمين)

### الكليات والجامعات
يهيمن الحرم الجامعي الرئيسي لجامعة مينيسوتا على المشهد الجامعي في منيابولس إذ يلتحق ما يتجاوز 50 ألف طالب جامعي في مراحل البكالوريوس والدراسات العليا والاختصاص بعشرين كلية ومدرسة ومعهد. ابتداءً من خريف عام 2021، وفرت الجامعة رسومًا دراسية مجانية لطلاب أسر مينيسوتا التي يقل أجرها عن 50 ألف دولار سنويًا. في عام 2020، مُنحت برامج الدراسات العليا تصنيفًا وطنيًا متميزًا (الخمسة الأوائل)، وهي إدارة الرعاية الصحية وتمريض القبالة والصيدلة وعلم النفس السريري.
تحتوي منيابولس على العديد من الجامعات الخاصة كجامعة أوغسبورغ وكلية منيابولس للفنون والتصميم وجامعة نورث سنترال ومدة الالتحاق بها أربع سنوات. تقدم كلية منيابولس المجتمعية والتقنية وكلية دونوودي للتكنولوجيا الخاصة برامج تدريب وظيفي. تضم جامعة سانت ماري في مينيسوتا حرم المدن التوأم لبرامج الدراسات العليا والاختصاص. تحتوي المدينة أيضًا على جامعتين كبيرتين للدراسة عن بعد، هما جامعة كابيلا وجامعة والدن. من بين مؤسسات التعليم بعد الثانوي التابعة لمنيابولس وتقع في أماكن أخرى جامعة ميتروبوليشيان ستيت، وهي جامعة حكومية عامة وجامعة سانت ثوماس الخاصة، ومدة الالتحاق بهما أربع سنوات.

### المكتبات
أسس تي بي. ووكر مكتبة منيابولس العامة في عام 1885، وضُمّت إلى مكتبة مقاطعة هينيبين في عام 2008. افتُتحت مكتبة وسط المدينة الجديدة التي صممها سزار بيلي في عام 2006. تضم عشر مجموعات خاصة أكثر من 25 ألف كتاب ومصدر للباحثين، بما في ذلك مجموعة منيابولس ومجموعة صور منيابولس. يمتلك نحو 845 ألف شخص بطاقات مكتبة مجانية.

## وسائل الإعلام
تصدر العديد من الصحف في منيابولس: ستار تريبيون وفاينانس اند كوميرش ومينيسوتا سبكوسمان ريكوردز وصحيفة الجامعة ذا ميسنيسوتا ديلي ومينبوست دوت كوم. تصدر تي إم سي للمنشورات صحيفتي ذا مونيتور ولونغ فيلو نوكوميس مسنجر. تصدر إم إس بي كوميونيكيشنز مجلتي منيابولس سانت بول وتوين سيتيز بزنسز. من المنشورات الأخرى مينيسوتا ومنز بريس ونورث نيوز ونورث إيستر وإن سايت نيوز وذا سيركل.
هناك 19 محطة إذاعية من نوع إف إم وت م مرخصة في منيابولس، بما في ذلك محطة تبث من جامعة مينيسوتا وأخرى من المدارس العامة. يمكن التقاط ما يصل إلى 79 إشارة إف إم وت م في منطقة أو أكثر من المدينة. يوجد كذلك 10 محطات تلفزيونية كاملة الطاقة في منطقة المترو، وشبكة كابل اتصال عامة غير ربحية. تتخذ محطة دبليو سي سي أو التلفزيونية المنظمة من منيابولس مقرًا لها. يمكن بث معظم هذه الإشارات.
من الأفلام التي جرى تصويرها في منيابولس: إيربورت (المطار) (1970)، ذا هارت بريك كيد (محطم القلوب) (1972)، سلوتر هاوس فايف (مسلخ الخمسة) (1972)، آيس كاسلز (قلاع الجليد) (1978)، فولنغ أراوند (اللهو في الأرجاء) (1980)، تيك ذس جوب اند شوف إت (اقبل هذه الوظيفة وادفعها) (1981)، بيربل رين (المطر الأرجواني) (1984)، ذات واز ذين، ذس إز ناو (كان ذلك حينها، وهذا هو الآن) (1985)، ذا مايتي دَكس (البط العظيم) (1992)، أن تيمد هارت (قلب غير مروض) (1993)، ليتل بيغ ليغ (الدوري الكبير الصغير) (1994)، بيوتيفل غيرلز (الفتيات الجميلات) (1996)، جينغل أول ذا واي (إقرع طوال الطريق) (1996)، فارغو (1996)، يونغ أدلت (شاب بالغ) (2011). في ستينيات القرن العشرين، جرى تصوير حلقتين من برنامج روت 66 (الطريق 66) في منيابولس. فاز برنامج ذا ماري تايلر مور شو، والذي يُعرض على محطة سي بي إس، بثلاث غولدين غلوبز و29 جائزة إيمي. جرى تصوير مشاهد الافتتاح محليًا.

## البنية التحتية

### المواصلات

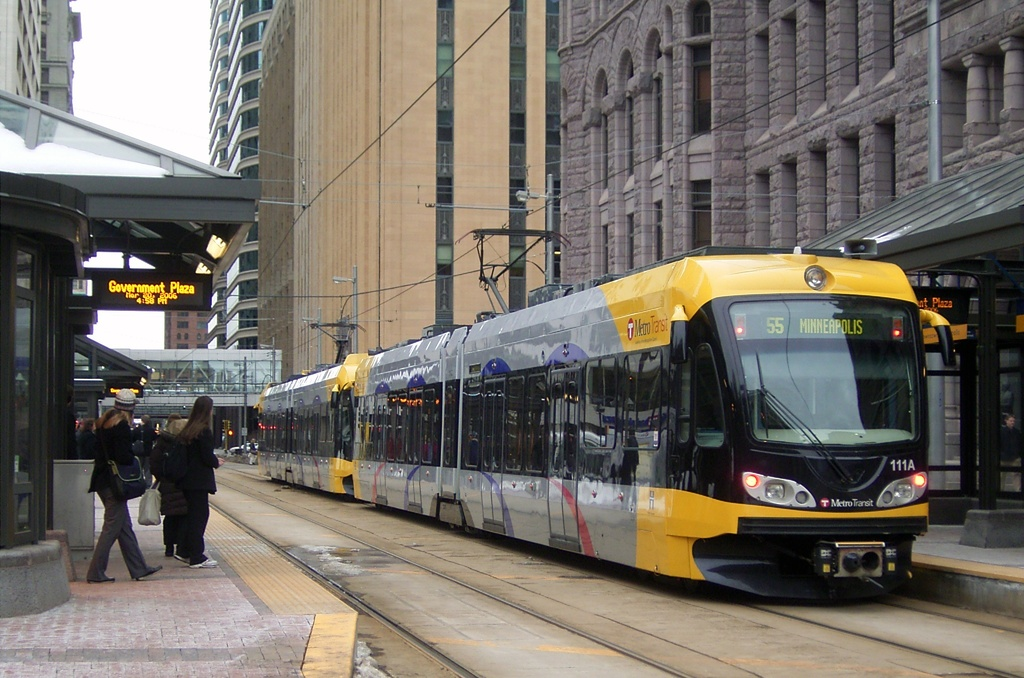
مترو الخط الأزرق وسط المدينة عند مبنى الحكومة

تحتوي منيابولس على سكك نقل خفيفة وقطار ضواحي واحد. يربط قطار الخط الأزرق بين مول أمريكا ومطار منيابولس- سانت بول الدولي في بلومنغتون إلى وسط المدينة ويسير قطار الخط الأخضر شرقًا من وسط المدينة عبورًا بحرم جامعة مينيسوتا إلى وسط مدينة سانت بول. سعى مئات المشردين كل ليلة للحصول على مأوى على متن قطارات الخط الأخضر إلى أن جرى تخفيض الخدمة بين عشية وضحاها في عام 2019، وأدى ارتفاع معدلات الجريمة المُرتكبة على متن السكك الحديدية الخفيفة إلى نقاش في الهيئة التشريعية للولاية بشأن أفضل طريقة لمعالجة المسألة في عام 2020. سيربط امتداد الخط الأخضر وسط مدينة منيابولس بالضواحي الجنوبية الغربية ومن المتوقع افتتاحه في عام 2023. ساهم امتداد الخط الأزرق إلى الضواحي الشمالية الغربية في إعادة تشغيل مراحل التخطيط لمواءمة مسار جديد في 2020. يمتد خط قطار الضواحي الذي يبلغ طوله 40 ميلًا من بحيرة بيغ ليك عبر الضواحي الشمالية وينتهي عند محطة العبور متعددة الوسائط في تارجت فيلد باستخدام مسارات السكك الحديدية القائمة. بلغ استخدام وسائل النقل العامة للتنقل في المدينتين التوأم 91.6 مليون في عام 2019، أي انخفاض بمقدار 3% مقارنة بالعام السابق، وهو جزء من اتجاه وطني في تقليل ركوب الحافلات المحلية. بقي استخدام المترو ثابتًا أو ازداد مقدارًا طفيفًا.
في عام 2007، انهار جسر آي–35 دبليو على نهر الميسيسبي، كان ذلك نتيجة التحميل الزائد بمقدار 300 طن من مواد الترميم، ما أسفر عن مقتل 13 وجرح 145 شخصًا. أُعيد بناء الجسر خلال أربعة عشر شهرًا. لم يجري إصلاح سوى رُبع الجسور الضعيفة انشائيًا في البلاد بعد عشر سنوات.
صنفت شركة ووك سكور منيابولس في المرتبة 13 ضمن قائمتها وفي المرتبة الأولى لأعلى معدل لركوب الدراجات بين المدن مع أكثر من 200 ألف شخص في الولايات المتحدة في عام 2020. يربط نظام الجسور المرتفعة في منيابولس، والذي يبلغ طوله 9.5 ميلًا (15.3 كم) من جسور المشاة المغلقة المعروفة بـ«سكاي واي»، بين 80 مجمعًا في وسط المدينة والتي تحتوي مطاعم في الطابق الثاني وتجار التجزئة الذين يفتحون خلال أيام الأسبوع. صنفت مجلة بايسكلنغ منيابولس رابع أفضل مدينة لركوب الدراجات في عام 2018. تحتوي منيابولس على 82 ميلًا (132 كم) من مسارات المشي وركوب الدراجات. تشتمل المرافق البعيدة عن الشوارع على غراند راوندز ووسط مدينة غرينواي ومسارات ليتل إيرث وهيواثا وكينيلوورث وسيدار ليك. خططت شركة ركوب الدراجات المشترك، نايس رايد مينيسوتا، لزيادة السعة في عام 2019.
يخدم مطار منيابولس- سانت بول الدولي شركات النقل الدولية والمحلية والناقلات المستأجرة والإقليمية وهو القاعدة الرئيسية لخطوط بلاد الشمس الجوية. اعتبارًا من عام 2019، أصبح المطار ثاني أكبر مركز لخطوط دلتا الجوية، والتي تسير رحلات من مطار منيابولس سانت بول أكثر من أي شركة طيران أخرى. فيما يتعلق بالمحطات الطرفية التي تخدم 25 إلى 40 مليون مسافر، لُقب مطار منيابولس سانت بول بأفضل مطار في العالم اعتمادًا على تجربة العملاء في أمريكا الشمالية في عام 2020 للسنة الرابعة على التوالي. في عام 2019، صنفت مجلة فوربس المطار في المرتبة الثانية ضمن أفضل مطارات أمريكا الشمالية، خلف مطار ديترويت.

### الرعاية الصحية

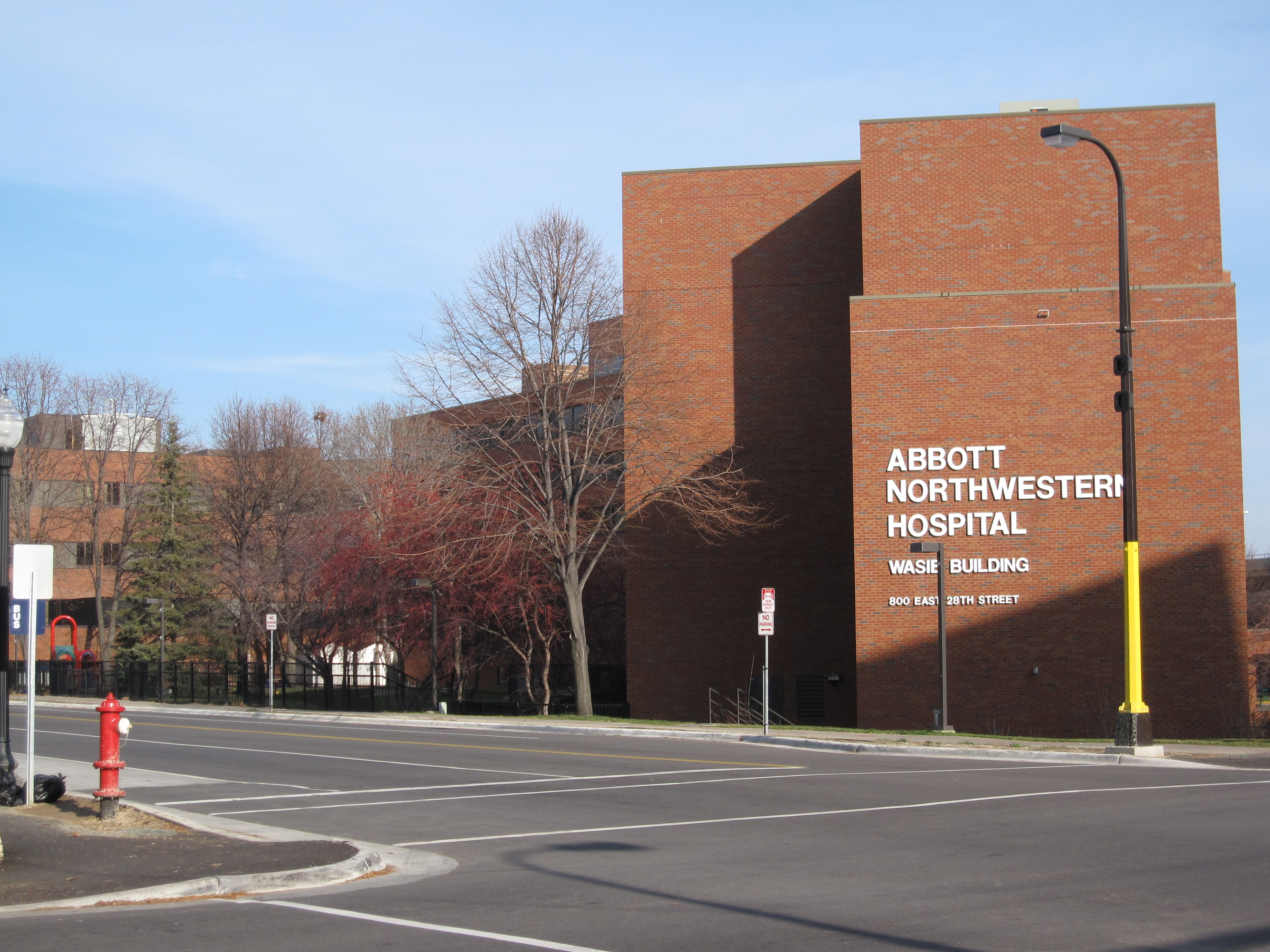
أُنشئ مستشفى أبوت نورث وسترن في عام 1882.

تحتوي منيابولس على ثمانية مستشفيات، صُنفت أربعة منها بين أفضل مستشفيات أمريكا حسب تقرير شبكة يو إس نيوز آند وورد ريبورت للفترة 2020-2021 –مستشفى أبوت نورث وسترن ومستشفيات وعيادات الأطفال ومركز جامعة مينيسوتا الطبي ومستشفى جامعة مينيسوتا للأطفال. تحتوي المدينة أيضًا على العديد من المرافق الصحية كمركز هينيبين للرعاية الصحية ومركز منيابولس الطبي ومستشفى شراينرز للأطفال ومعهد فيليبس للعيون. تبعد مجموعة مايو كلينك في روشستر مسافة 75 دقيقة عن المدينة.
جرى تطوير جراحة القلب في مستشفى فاريتي كلَب التابع للجامعة، حيث نجحت أكثر من مئتي عملية قلب مفتوح بحلول عام 1957، وأُجري العديد منها لأطفال. بدأت شركة ميدترونيك، بالتعاون مع الجراح سي والتون ليلهي، ابتكار أجهزة منظم ضربات القلب الطبيعي المحمولة والقابلة للزرع.
افتُتح مركز هينيبين للرعاية الصحية في عام 1887 باسم مستشفى المدينة، وعُرف أيضًا باسم مستشفى منيابولس العام ومستشفى مقاطعة هينيبين العام. نظرًا لكونه مستشفى تعليمي عام ومركز صدمات من المستوى الأول، وفرت شبكة سلامة هينيبين للرعاية الصحية 643,739 زيارة للعيادات و111,307 زيارة في حالات الطوارئ والرعاية العاجلة في عام 2019.
حققت منيابولس لعام 2018 درجة أعلى من المتوسط فيما يتعلق بالصحة على مؤشر المعيشة للرابطة الأمريكية للمتقاعدين، وصنفت الكلية الأمريكية للطب الرياضي منيابولس ومنطقتها الحضرية في المرتبة الأولى أو الثانية أو الثالثة الأكثر ملاءمة بين عامي 2008 و2016، والأولى من عام 2011 إلى 2013. صنف مؤشر اللياقة البدنية الأمريكي المدينة في المرتبة الثالثة في عام 2020.

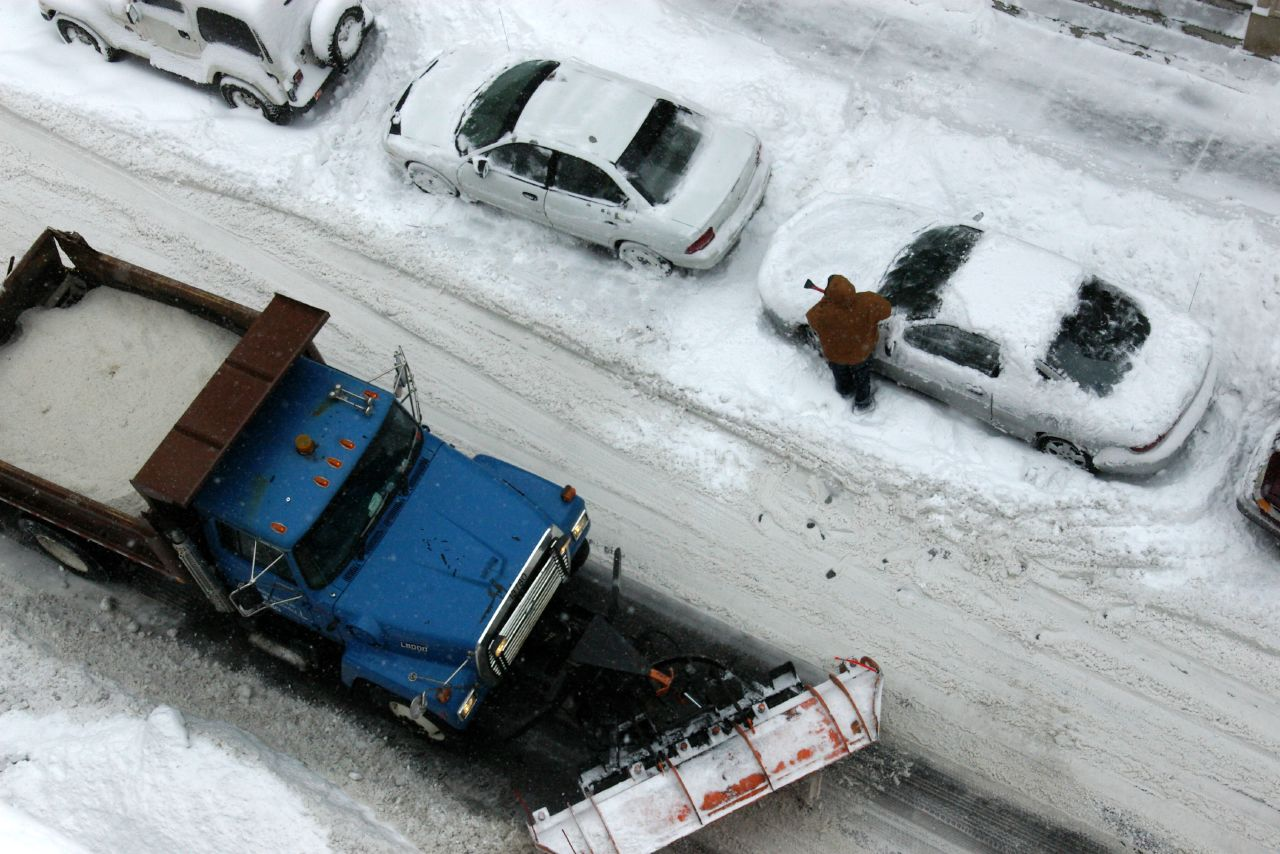
حالة الطوارئ الثلجية

### المرافق العامة
يتجول «السفراء»، الذين تميزهم السترات الزرقاء والخضراء المصفرة الفسفورية، في دوريات يومية في منطقة تتألف من 120 مجمعًا وسط المدينة لتحية الزوار ومساعدتهم وإزالة القمامة ومراقبة الممتلكات واستدعاء الشرطة عند الحاجة إليها. يُعتبر برنامج السفير شراكة بين القطاعين العام والخاص بميزانية سنوية قدرها 6.6 ملايين دولار تدفعها مقاطعة ضريبية خاصة في وسط المدينة.
تزود شركة إكسل إنيرجي المدينة بالكهرباء، وتوفر سنترال بوينت إنيرجي الغاز، وتوفر سينتشري لينك خدمة الهاتف على الخطوط الأرضية، وتقدم شركة كومكاست خدمة الكابل. تعالج المدينة المياه وتوزعها وتتقاضى رسومًا شهرية للتخلص من النفايات.
عقب تساقط كمية كبيرة من الثلوج، وهو ما يُعرف بحالة الطوارئ الثلجية، تجرف شعبة شوارع منيابولس للأشغال العامة أكثر من ألف ميل (1,610 كم) من الثلوج من الشوارع و400 ميل (640 كم) من الأزقة –باحتساب الجانبين، على امتداد الطريق بين منيابولس وسياتل ذهابًا وإيابًا. تنظم اللوائح اصطفاف السيارات على الطرق التي يجري جرفها أثناء حالات الطوارئ هذه.

## المدن الشقيقة[302]
- بوصاصو، الصومال (2014)
- كويرنافاكا، المكسيك (2008)
- إيلدوريت، كينيا (2000)
- هاربن، الصين (1992)
- إباراكي، اليابان (1980)
- كووبيو، فنلندا (1972)
- النجف، العراق (2009)
- نوفوسيبيرسك، روسيا (1988)
- سانتياغو، تشيلي (1961)
- تور، فرنسا (1991)
- أبسالا، السويد (2000)
- وينيبيغ، كندا (1973)

## أعلام
- ليونيد هورفيتش
- إدي غيريرو
- برنس
- جيه بول جيتي
- تيري غيليام
- فينس فون
- ويليام كيني
- جورج إي. ليتش
- ريتشارد دين أندرسون